# Дело Pussy Riot
Де́ло Pussy Riot — уголовный процесс по обвинению в преступлении, предусмотренном частью 2 статьи 213 «Хулиганство» Уголовного кодекса Российской Федерации в отношении Надежды Толоконниковой, Марии Алёхиной и Екатерины Самуцевич, участниц панк-группы Pussy Riot, в связи с их участием в акции 21 февраля 2012 года в храме Христа Спасителя.
17 августа 2012 года суд признал участниц виновными и назначил по два года лишения свободы; позже для Самуцевич наказание было заменено на условное.

## История
19 февраля 2012 года в Богоявленском приделе Богоявленского собора в Елохове (Москва) и 21 февраля того же года в храме Христа Спасителя участницами группы Pussy Riot была проведена акция, обозначенная группой как «панк-молебен „Богородица, Путина прогони!“». По материалам выступления был смонтирован и выложен на YouTube видеоролик.
26 февраля 2012 года участницы группы были объявлены в розыск по обвинению в хулиганстве.
3 марта 2012 года были арестованы предполагаемые участницы группы Надежда Толоконникова и Мария Алёхина, а 16 марта — Екатерина Самуцевич.
На момент ареста девушки не подтвердили своё участие в группе Pussy Riot, однако в прениях на суде и в своём последнем слове обвиняемые этого уже не отрицали.
30 июля 2012 года в Хамовническом районном суде города Москвы началось рассмотрение дела по существу.
17 августа 2012 года судьёй Хамовнического районного суда города Москвы Мариной Сыровой был оглашён приговор трём обвиняемым участницам группы. Надежда Толоконникова, Мария Алёхина и Екатерина Самуцевич были приговорены к двум годам колонии общего режима.
Приговор был обжалован в Мосгорсуде в кассационном порядке.
По данным исследования, проведённого российским мониторинговым агентством NewsEffector, вынесение обвинительного приговора стало беспрецедентным по мировому резонансу и отклику российским событием последних лет. О деле Pussy Riot написали 86 % мировых СМИ.
12 сентября 2012 года Дмитрий Медведев, в то время — председатель Правительства Российской Федерации, заявил о том, что с его точки зрения наказание осуждённым должно быть условным.
7 октября 2012 года, за три дня до рассмотрения кассационных жалоб Мосгорсудом, Президент РФ Владимир Путин публично одобрил вынесенный в августе приговор к реальному сроку лишения свободы.
Кассационные жалобы рассмотрены в Мосгорсуде 10 октября 2012 года. Приговор Хамовнического суда оставлен без изменения для Толоконниковой и Алёхиной, а для Самуцевич реальный срок заменён на условный, она освобождена в зале суда. Приговор вступил в законную силу.
По решению ФСИН Толоконникова отбывала наказание в женской ИК-14 в посёлке Парца в Зубово-Полянском районе Мордовии, в октябре 2013 года переведена в ИК-2 в Алатыре, Чувашия, а затем в Красноярский край.
Алёхина отбывала наказание в женской ИК-28 в Березниках в Пермском крае, в августе 2013 года переведена в ИК-2 в Нижегородской области.
Международная правозащитная организация «Международная амнистия» признала арестованных узницами совести.
23 декабря 2013 года Толоконникова и Алёхина вышли на свободу по амнистии в честь 20-летия Конституции РФ.

## Уголовный процесс

### Возбуждение уголовного дела
26 февраля 2012 года в связи с инцидентом в храме Христа Спасителя участницы группы были объявлены в розыск.
По сообщению BFM.ru, позднее против тех же подозреваемых было возбуждено или выделено в отдельное производство уголовное дело по обвинению в возбуждении ненависти либо вражды (статья 282 УК РФ), которое было направлено в Следственный комитет России. Но по словам адвоката потерпевших Сергея Штина, этого не произошло (хотя, по его мнению, должно быть сделано).
По словам допрошенного в ходе следствия главного редактора «Русской службы новостей» Сергея Доренко, для розыска участниц группы был создан межведомственный штаб, находящийся «под контролем у Второго», уточнять личность которого Доренко посчитал неуместным.
Адвокат Марии Алёхиной — Николай Полозов считает дело политически мотивированным, так как о нём лично высказался Владимир Путин, и в песнях Путин упоминается в негативном контексте. Как предполагает адвокат, именно из-за этого расследованием занимается следственная бригада из «около 20 оперативников».
Адвокат Надежды Толоконниковой — Марк Фейгин считает, что в возбуждении дела заинтересованы власти и некоторая часть Патриархата.
Участницы группы утверждают, что им известно о «многочисленных звонках» из аппарата патриарха главе ГУВД Москвы генералу Колокольцеву с требованием завести уголовные дела.
Выступающий против уголовного преследования группы музыкант Юрий Шевчук раскритиковал выбор даты 26 февраля 2012 года, пришедшейся на Прощёное воскресенье, заявив, что «не по-православному это».

### Судебный процесс над Толоконниковой, Алёхиной и Самуцевич

#### Арест и содержание под стражей
3 марта 2012 года были задержаны 22-летняя Надежда Толоконникова и 23-летняя Мария Алёхина — по версии следствия они являются участницами группы, — и доставлены сначала в УВД по ЦАО города Москвы, а потом на Петровку, 38.
Задержанные объявили голодовку, требуя изменения меры пресечения и заявив: «Надя Толокно и Маша Алёхина, мамы малых детей, после допросов объявили голодовку, в протест против ареста и контроля дела премьер-министром» (эту должность на тот момент занимал В. В. Путин). Также они заявили, что не имеют отношения к Pussy Riot и не участвовали в «панк-молебне».
5 марта Таганский суд Москвы санкционировал арест двух предполагаемых участниц до 24 апреля.
Арестованные не признают вину и отказываются сотрудничать со следствием.
12 марта 2012 года следствие предъявило официальное обвинение Надежде Толоконниковой и Марии Алёхиной в совершении преступления по части 2 статьи 213 (хулиганство, совершённое группой лиц) УК РФ.
14 марта Мосгорсуд отказал в удовлетворении жалобы на арест Толоконниковой и Алёхиной.
После заседания голодовка была прекращена, так как иначе, по словам арестованных, «до 24 числа они не дотянут».
16 марта Таганский суд Москвы заключил под арест до 24 апреля 2012 года третью предполагаемую участницу Pussy Riot Екатерину Самуцевич.

##### Продление срока содержания под стражей
В начале апреля 2012 года следователи заявили ходатайство о продлении срока содержания под стражей Марии Алёхиной, Надежде Толоконниковой и Екатерине Самуцевич, против чего выступил глава Совета по правам человека при Президенте РФ.
19 апреля 2012 г. Таганский районный суд города Москвы вынес решение о продлении ещё на два месяца — до 24 июня 2012 г. — срока содержания под стражей Надежды Толоконниковой и Марии Алёхиной.
Вынесшая решение судья Елена Алексеевна Иванова согласилась с доводами следователя Артёма Ранченкова о том, что задержанные могут скрыться или подвергнутся нападению недоброжелателей.
23 апреля эта же судья подверглась нападению на рабочем месте. По версии следствия, примерно в 11 часов дня 36-летний Андрей Бородин ворвался в её кабинет и, угрожая топором, потребовал освободить участниц группы Pussy Riot.
Покушение на судью не увенчалось успехом. Елена Иванова оказала сопротивление, нападавший был задержан судебными приставами, против него возбуждено уголовное дело по обвинению в посягательстве на жизнь лица, осуществляющего правосудие (статья 295 УК РФ). Андрей Бородин объяснил свой поступок недовольством судебной системой.
Арестованные участницы Pussy Riot заявили, что не знают А. Бородина и никогда его не видели.
Впоследствии Андрей Бородин признан невменяемым. Согласно заключению стационарной судебно-психиатрической экспертизы Бородин страдает хроническим расстройством психики и не мог осознавать характер своих действий.
Один из адвокатов по данному делу — Николай Полозов, получал угрозы расправы по Интернету, в связи с чем подал заявление в прокуратуру.
20 июня 2012 года судья Таганского суда Москвы Наталья Коновалова удовлетворила ходатайство следователя, продлив участницам группы срок содержания под стражей до 24 июля 2012 года. Обвиняемые объявили в зале суда голодовку, протестуя против несправедливости следствия.
9 июля 2012 года продление срока содержания под стражей было обжаловано в Мосгорсуде. Более пятидесяти человек представили заявления о поручительстве за арестованных, к делу были приобщены поручительства тех из них, кто лично присутствовал на заседании — среди них были главный редактор «Новой газеты» Дмитрий Муратов, совладелец «Новой газеты» Александр Лебедев, режиссёр Владимир Мирзоев и его супруга, и другие.
Суд не удовлетворил жалобу адвокатов и признал очередное продление ареста законным. Надежда Толоконникова и Мария Алёхина закончили голодовку 10 июля по медицинским показаниям.
Екатерина Самуцевич прекратила голодовку 13 июля.
20 июля 2012 года на заседании Хамовнического районного суда города Москвы в ходе предварительных слушаний судья Марина Сырова удовлетворила ходатайство следствия и вынесла решение о продлении срока содержания под стражей всех арестованных участниц Pussy Riot на 6 месяцев — до 12 января 2013 года.

##### Условия содержания
3 марта 2012 года, со ссылкой на адвокатов задержанных, сообщалось, что находящиеся в СИЗО № 6 города Москвы в Печатниках Надежда Толоконникова, Мария Алёхина и Екатерина Самуцевич, подвергаются психологическому давлению, которое, по мнению адвокатов, заключается в их постоянной видеофиксации с помощью видеорегистраторов в камерах и на груди сотрудников ФСИН.
В начале мая 2012 года двоим арестованным были объявлены выговоры. По словам адвокатов, Екатерина Самуцевич была наказана за плохо заправленное одеяло, а Надежда Толоконникова — за наличие в камере листка с записями.
Примерно с 15 по 20 мая Екатерина Самуцевич объявляла голодовку, протестуя против содержания под стражей и давления, оказываемого на неё сокамерницами, после чего была переведена в одиночную спецкамеру.

#### Мария Алёхина
Мария Владимировна Алёхина (родилась 6 июня 1988 года) на момент ареста — студентка 4-го курса Института журналистики и литературного творчества, мать пятилетнего сына Филиппа.
Мария с декабря 2008 года участвовала в акциях Greenpeace по спасению заказника «Большой Утриш», а в 2009—2010 годах — по защите озера Байкал и Химкинского леса.
С октября 2010 года по январь 2011 г. являлась волонтёром благотворительного Межрегионального молодёжного общественного движения «Даниловцы» в поддержку православных молодёжных инициатив во имя святого благоверного князя Даниила, проводила волонтёрские творческие и развивающие занятия с пациентами Детской психиатрической больницы № 6 Москвы.

#### Екатерина Самуцевич
Екатерина Станиславовна Самуцевич (родилась 9 августа 1982 года) — по окончании Московского энергетического института работала программистом в оборонном концерне «Моринформсистема-Агат» (в том числе два года участвовала в разработке программного обеспечения для подводной лодки К-152 «Нерпа»), после ухода из концерна продолжила работу программиста в качестве фрилансера.
В 2009 году окончила Московскую школу фотографии и мультимедиа имени Родченко.

#### Надежда Толоконникова
Надежда Андреевна Толоконникова родилась 7 ноября 1989 года в Норильске.
Замужем за Петром Верзиловым.
Дочери Надежды и Петра — Гере — на момент ареста — четыре года.
Оба супруга — бывшие участники арт-группы «Война». Участвовали в большинстве громких акций «Войны», включая скандальную акцию в Государственном биологическом музее имени К. А. Тимирязева в 2008 году, разбрасывание тараканов в здании Таганского суда в 2010 году («Тараканий суд») и акцию-лауреата премии «Инновация» — рисование фаллоса на Литейном мосту напротив здания ФСБ.
Это, по мнению адвоката Николая Полозова, могло стать причиной предвзятости в рассмотрении жалобы на арест той же судьёй в Мосгорсуде 14 апреля 2012 года.

#### Адвокаты арестованных
Марию Алёхину защищал адвокат Николай Полозов, Екатерину Самуцевич — Виолетта Волкова, Надежду Толоконникову — Марк Фейгин.

#### Потерпевшие
Потерпевшими по уголовному делу о «панк-молебне» Pussy Riot в храме Христа Спасителя были признаны ранее проходившие свидетелями охранники храма — сотрудники частного охранного предприятия «Колокол-А» С. Н. Белоглазов, С. А. Шилин и другие (всего восемь человек), свечница храма Любовь Сокологорская и один прихожанин, член организации «Народный собор» Денис Истомин. По версии следствия, им был причинён моральный вред.

#### Адвокаты потерпевших
Одного из признанных потерпевшими охранников храма (который выпроводил участников «панк-молебна» из ХХС) защищал адвокат доктор юридических наук профессор Михаил Кузнецов, другой адвокат потерпевших — Сергей Штин.

#### Предварительное следствие
Следственную группу с начала расследования возглавлял следователь Артём Ранченков, в июне 2012 года его сменил Михаил Харьков.
Как заявила Виолетта Волкова — адвокат Екатерины Самуцевич, 24 апреля она ознакомилась с заключением экспертной группы, которая не обнаружила в действиях участниц Pussy Riot мотивов ненависти или вражды к каким-либо социальным группам, а также призывов к противоправным действиям. Также, по её словам, это экспертное заключение было у следователя ещё 2 апреля, однако 19 апреля на суде о продлении ареста оно не было приложено к делу.
26 апреля пресс-служба ГУ МВД России по Москве сообщила, что по делу назначена экспертиза выложенного в Интернет видеоролика с выступлением Pussy Riot и его воздействия на общество.
18 мая адвокат Николай Полозов заявил, что никаких следственных действий с задержанными не проводится и дело практически не двигается.
Психолого-психиатрическая экспертиза признала всех троих задержанных полностью вменяемыми.
По словам адвокатов, предварительное следствие было завершено 4 июня 2012 года, а дополнительно к уже проводившейся экспертизе было проведено ещё две, одна из которых, проводившаяся ГУП «Центр информационно-аналитических технологий», подтвердила первую и не выявила мотивов разжигания ненависти или религиозной вражды, однако третья экспертиза, проводившаяся с 14 по 23 мая экспертами Всеволодом Троицким, Игорем Понкиным и Верой Абраменковой нашла признаки возбуждения религиозной ненависти и мотивы религиозной ненависти.
Выводы последней экспертизы адвокат Марк Фейгин называет абсурдными, обращая внимание на то, что экспертиза проводилась «впопыхах», и основывалась на анализе опубликованного видеоролика и комментариев к нему, а не действий подозреваемых в храме.
Адвокат одного из потерпевших, Михаил Кузнецов, утверждает, что первые две экспертизы относились к выделенному в отдельное производство делу по обвинению арестованных участниц Pussy Riot ещё и в возбуждении ненависти либо вражды (ст. 282 УК РФ), а третья установила именно наличие мотивов религиозной и социальной ненависти или вражды в совершённом ими хулиганстве (эти мотивы необходимо доказать, чтобы хулиганские действия образовали состав уголовного преступления по ст. 213 УК РФ.
По словам адвокатов, трое их подзащитных допрашивались лишь один раз за время следствия, других следственных действий с ними не проводилось.

#### Обвинительное заключение

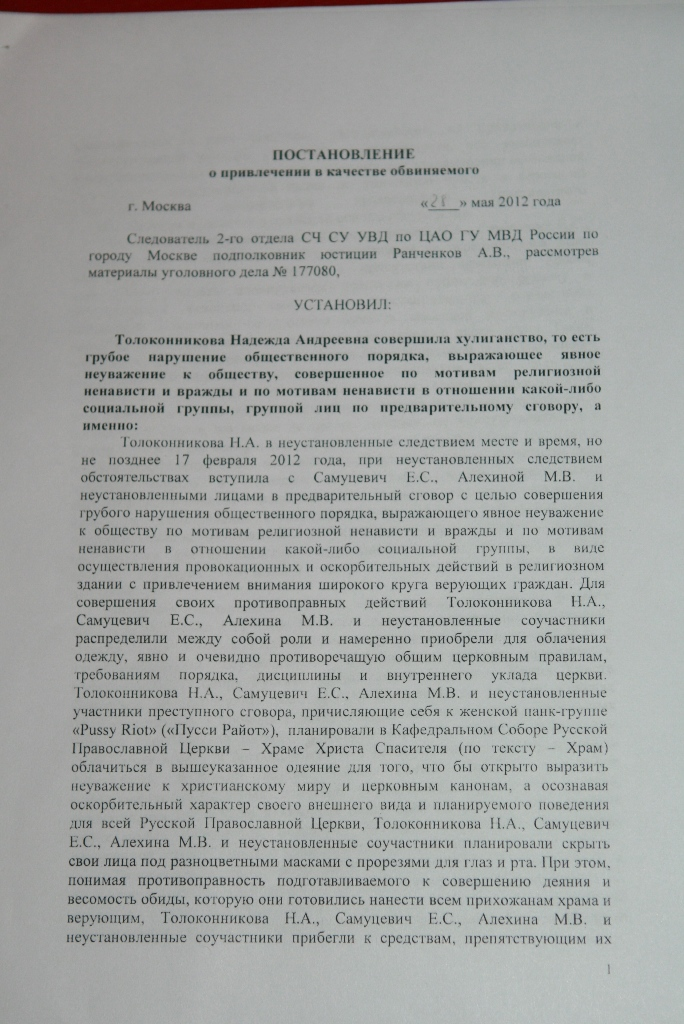
1-я страница постановления о привлечении Н. А. Толоконниковой в качестве обвиняемой

4 июня 2012 года официальное обвинение было предъявлено Марии Алёхиной, последней из трёх арестованных, и предварительное следствие было завершено.
Всех их обвинили в хулиганстве по мотивам религиозной ненависти, совершённом группой лиц по предварительному сговору (ч. 2 ст. 213 УК РФ).
Копия обвинительного заключения, предъявленного Н. А. Толоконниковой, была частично опубликована в блоге журналиста Ольги Бакушинской на сайте радиостанции «Эхо Москвы», а позже — полностью в «Новой газете».
Участницы Pussy Riot обвинялись, в том числе, в незаконном проникновении в огороженную часть (солею) храма, куда, по мнению следователя, разрешается заходить только представителям православного духовенства. Эта формулировка вызвала недоумение протодиакона Андрея Кураева. Он заявил, что церковные правила не запрещают мирянам заходить на солею (и непонятно, какой государственный закон это запрещает), и что такая формулировка обвинения оскорбительна для РПЦ. Впрочем, как видно из видеозаписи, действие происходило на центральной части солеи (амвоне), где мирянам действительно не полагается находиться без благословения.
Вместе с обвинительным заключением адвокатам задержанных были предоставлены результаты третьей экспертизы по делу о «панк-молебне», которая, в отличие от первых двух, установила наличие мотивов религиозной ненависти в действиях участниц Pussy Riot.

#### Судебный процесс
По мнению адвоката Н. Полозова, высказанному 4 июня 2012 года, суд по делу Pussy Riot состоится «не очень скоро», так как адвокатам и другим участникам процесса необходимо тщательно изучить материалы, предоставленные им после окончания предварительного следствия.
Однако 4 июля 2012 года судья Таганского суда Москвы Наталья Коновалова, удовлетворив ходатайство следователя, посчитавшего, что защита преднамеренно затягивает дело, постановила ограничить срок ознакомления обвиняемых и их защитников с материалами дела 9 июля.
Обвиняемая Надежда Толоконникова начала голодовку в знак протеста против такого решения, вскоре так же поступила и Екатерина Самуцевич.
Сторона защиты просила суд продлить срок ознакомления до 1 сентября 2012 года в связи с большим объёмом материалов дела (семь томов примерно по 300 страниц в каждом) и запретом на изготовление фотокопий.
По словам В. Волковой, адвокаты арестованных участниц группы подали в Европейский суд по правам человека жалобы на нарушения сотрудниками следственных органов нескольких статей Европейской конвенции по правам человека в отношении задержанных.
Жалоба была зарегистрирована и коммуницирована. Дата её рассмотрения пока не известна, но жалобе придан приоритетный порядок. Также, по словам Н. Полозова, 2 июля 2012 года защита подала жалобу Генеральному прокурору РФ Юрию Чайке на многочисленные нарушения, допущенные следствием по делу.
Также было подготовлено письмо на имя Генерального Секретаря ООН Пан Ги Муна с просьбой разобраться в нарушении прав человека в отношении арестованных, и рассмотреть дело в Международном суде ООН.
11 июля 2012 года расследование было завершено, обвинительное заключение передано в прокуратуру Центрального административного округа Москвы для утверждения.
12 июля прокуратура утвердила заключение в отношении всех троих обвиняемых и передала уголовное дело в Хамовнический суд Москвы.
Дело поступило на рассмотрение судье Марине Сыровой, которая назначила дату предварительных слушаний на 20 июля 2012 года.
На предварительных слушаниях было принято решение о продлении содержания под стражей всех троих арестованных до 12 января 2013 года, срок ознакомления с делом был продлён до 27 июля 2012 года, а рассмотрение уголовного дела по существу назначено на 30 июля 2012 года.
30 июля 2012 года на открытом заседании Хамовнического суда Москвы началось рассмотрение уголовного дела по существу.
Судья Марина Сырова отклонила ходатайство Марии Алёхиной о возвращении дела в прокуратуру, ходатайство защиты о вызове в суд в качестве свидетеля патриарха Московского и всея Руси Кирилла, а также экспертов-специалистов для участия в слушаниях (как преждевременное), отвод судье, которая, по мнению защиты, нарушает статью международной конвенции и ведёт процесс с обвинительным уклоном также был отклонён.
Фото- и видеосъёмка допроса потерпевших в зале суда была запрещена в ходе заседания.
Прокурор обвинил участниц Pussy Riot в проведении «осознанной тщательно спланированной акции по унижению чувств и верований приверженцев христианского мира и умалению духовных основ государства», а также предложил отстранить адвокатов обвиняемых от участия в деле за неуважение к суду.
Потерпевшая Л. А. Сокологорская заявила, что танцы в храме напоминали ей «бесовское дрыгание», а действия участниц группы до сих пор вызывают в её душе боль.
Заседание суда началось в 11:47, закончилось в 21:50, следующее назначено на 10:00 31 июля.
Суд заслушивает показания потерпевших и свидетелей по делу. Алёхиной делали укол. Собака в зале.
Адвокат Н. Полозов предположил, что, скорее всего, обвиняемых приговорят к трём годам реального лишения свободы и этапируют в разные женские колонии, где для них существует угроза изнасилования или даже убийства со стороны других заключённых, чьё резко отрицательное отношение к Pussy Riot сформировано федеральными телеканалами.
За день до вынесения приговора — 16 августа 2012 года, по просьбе главы Мосгорсуда Ольги Егоровой, судье была предоставлена охрана.
Этот уголовный процесс стал самым громким политическим процессом в России за несколько лет и скандально известным во всём мире.
В поддержку обвиняемых во время процесса высказались представители многих стран, в том числе официальные, а приговор был немедленно осуждён официальными лицами ряда государств.
В 2013 году президиум Мосгорсуда принял к рассмотрению жалобу адвокатов на приговор участницам панк-группы. Уполномоченный по правам человека в РФ Владимир Лукин поддержал ходатайство защиты и также требует оправдания осуждённых.
20 марта 2013 стало известно, что надзорная жалоба отклонена президиумом Мосгорсуда.

#### Судебные заседания
| Дата                 | Суд                                      | Судья                           | Предмет рассмотрения                                                                                                | Решение |
| -------------------- | ---------------------------------------- | ------------------------------- | --- | --- |
| 5 марта 2012 года    | Таганский районный суд города Москвы     | Светлана Юрьевна Александрова   | Арест Надежды Толоконниковой и Марии Алёхиной                                                                       | Толоконникова и Алёхина арестованы до 24 апреля 2012 года |
| 14 марта 2012 года   | Московский городской суд                 |                                 | Жалоба на арест Толоконниковой и Алёхиной                                                                           | Жалоба не удовлетворена |
| 16 марта 2012 года   | Таганский районный суд города Москвы     | Светлана Юрьевна Александрова   | Арест Екатерины Самуцевич                                                                                           | Самуцевич арестована до 24 апреля 2012 года |
| 19 апреля 2012 года  | Таганский районный суд города Москвы     | Елена Алексеевна Иванова        | Продление ареста Толоконниковой, Алёхиной и Самуцевич                                                               | Арест продлён до 24 июня 2012 года |
| 11 мая 2012 года     | Московский городской суд                 |                                 | Жалоба на продление ареста Толоконниковой, Алёхиной и Самуцевич                                                     | Жалоба не удовлетворена |
| 20 июня 2012 года    | Таганский районный суд города Москвы     | Наталья Владимировна Коновалова | Продление ареста Толоконниковой, Алёхиной и Самуцевич                                                               | Арест продлён до 24 июля 2012 года |
| 4 июля 2012 года     | Таганский районный суд города Москвы     | Наталья Владимировна Коновалова | Ограничение Толоконниковой, Алёхиной и Самуцевич срока ознакомления с делом                                         | Срок ознакомления ограничен до 9 июля 2012 года |
| 9 июля 2012 года     | Московский городской суд                 |                                 | Жалоба на продление ареста Толоконниковой, Алёхиной и Самуцевич                                                     | Жалоба не удовлетворена |
| 20 июля 2012 года    | Хамовнический районный суд города Москвы | Марина Львовна Сырова           | Предварительные слушания: продление или изменение меры пресечения, назначение даты рассмотрения дела по существу    | Арест продлён до 12 января 2013 года |
| 23 июля 2012 года    | Хамовнический районный суд города Москвы | Марина Львовна Сырова           | Предварительные слушания — продолжение                                                                              | Срок ознакомления с делом продлён до 27 июля. Рассмотрение по существу назначено на 30 июля 2012 года                                                                                     |
| 30 июля 2012 года    | Хамовнический районный суд города Москвы | Марина Львовна Сырова           | Рассмотрение по существу — первое заседание                                                                         | Начато рассмотрение дела по существу. Допрошены потерпевшие. Ходатайства о возвращении дела в прокуратуру, об отводе судьи, о вызове патриарха Кирилла и экспертов, отвод судье отклонены |
| 31 июля 2012 года    | Хамовнический районный суд города Москвы | Марина Львовна Сырова           | Рассмотрение по существу — второе заседание. Представление доказательств обвинения. Продолжение допроса потерпевших | |
| 1 августа 2012 года  | Хамовнический районный суд города Москвы | Марина Львовна Сырова           | Рассмотрение по существу — третье заседание. Допрос свидетелей обвинения                                            | |
| 2 августа 2012 года  | Хамовнический районный суд города Москвы | Марина Львовна Сырова           | Рассмотрение по существу — четвёртое заседание                                                                      | |
| 3 августа 2012 года  | Хамовнический районный суд города Москвы | Марина Львовна Сырова           | Рассмотрение по существу — пятое заседание                                                                          | |
| 6 августа 2012 года  | Хамовнический районный суд города Москвы | Марина Львовна Сырова           | Рассмотрение по существу — шестое заседание                                                                         | |
| 7 августа 2012 года  | Хамовнический районный суд города Москвы | Марина Львовна Сырова           | Рассмотрение по существу — седьмое заседание. Прения сторон                                                         | |
| 8 августа 2012 года  | Хамовнический районный суд города Москвы | Марина Львовна Сырова           | Рассмотрение по существу — восьмое заседание. Последнее слово обвиняемых                                            | |
| 17 августа 2012 года | Хамовнический районный суд города Москвы | Марина Львовна Сырова           | Оглашение приговора                                                                                                 | Суд назначил по два года лишения свободы трём участницам панк-группы Pussy Riot, признав их виновными в хулиганстве в храме Христа Спасителя                                              |
| 27 августа 2012 года | Московский городской суд                 |                                 | Подача кассационной жалобы адвокатами осуждённых                                                                    | |
| 10 октября 2012 года | Московский городской суд                 | Судебная коллегия               | Рассмотрение кассационных жалоб                                                                                     | Суд оставил без изменения приговор для Толоконниковой и Алёхиной; для Самуцевич заменил наказание на условное и освободил в зале суда                                                     |

#### Разъяснения Мосгорсуда
Согласно последовавшим 11 октября 2012 года разъяснениям председателя коллегии по уголовным делам Мосгорсуда Ларисы Поляковой и судьи-докладчика Юрия Пасюнина, осуждённым могли дать по 7 лет лишения свободы, однако наличие детей у двух из трёх подсудимых суд счёл смягчающим обстоятельством.
Касаясь замены Екатерине Самуцевич реального срока наказания на условное, судьи пояснили, что вновь вступившая в дело её адвокат Ирина Хрунова привела дополнительные доводы, в частности, обратила внимание суда на то, что Самуцевич не успела окончить начатого выступления в ХХС, а следовательно роль Самуцевич в панк-молебне была несущественной. Суд учёл также отношение Самуцевич к делу: в ходе рассмотрения кассации она, единственная из троих, заявила, что просит прощения, если группа своими действиями оскорбила кого-то из верующих, заверила, что акция носила политический, а не религиозный характер.

### Юридическая оценка
13 марта 2012 года глава Совета при президенте Российской Федерации по развитию гражданского общества и правам человека, юрист Михаил Федотов заявил, что не видит оснований для привлечения участниц к уголовной ответственности, и называет произошедшее «в чистом виде мелким хулиганством» — административным правонарушением, с максимальным наказанием — административным арестом на 15 суток. Также Совет по правам человека в июне 2012 года опубликовал заключение эксперта Независимого экспертно-правового совета Юрия Костанова, согласно которому задержанные не могут быть обвинены в хулиганстве на почве религиозной ненависти, так как следователь не привёл никаких доводов в подтверждение этого наличия «мотивов религиозной ненависти и вражды», а эпатажный способ выражения своих взглядов сам по себе не является проявлением ненависти к христианской (равно как и любой другой) религии и в «панк-молебне» участницы не высказывают ненависти к христианской религии и её святыням. Подробный анализ акции с юридической точки зрения был проведён Григорием Дебежем.
Кандидат юридических наук Ю. А. Костанов по обращению движения «За права человека» представил заключение, в котором указал, что «Действия, инкриминированные Толоконниковой, Самуцевич и Алёхиной, хотя и безусловно упречны, но, как указано выше, состава уголовно наказуемого хулиганства не содержат».
4 апреля 2012 года министр юстиции РФ Александр Коновалов во время выступления в Санкт-Петербурге на Восьмых сенатских чтениях заявил, что по его мнению, участницы Pussy Riot «заслуживают наказания, но не связанного с реальным лишением свободы», хотя конечное решение по делу примет суд.
Глава юридической службы Московской патриархии инокиня Ксения (Чернега) в эфире православной радиостанции «Радонеж» дала иную оценку действиям участниц группы Pussy Riot в храме Христа Спасителя. По её мнению этот инцидент можно квалифицировать не только как хулиганство, но и как разжигание ненависти либо вражды (ст. 282 УК РФ). Как сообщала пресс-служба ГУ МВД России по городу Москве в конце апреля 2012 года, переквалификации уголовного дела с хулиганства на другие статьи УК РФ не было.
Заместитель председателя правления Ассоциации юристов России Игорь Редькин считает, что инцидент с Pussy Riot — это общественно опасная акция, которая должна повлечь наказание, в котором важна превентивная составляющая. Он назвал некорректными утверждения о том, что действия группы не несут опасности для общества, и заявил, что акция является «сознательным и насильственным вмешательством в жизнь одного из институтов гражданского общества». Представитель Ассоциации юристов считает, что, в случае, если участники акции будут освобождены от ответственности, это создаст опасный судебный прецедент. Отсутствие эффективного пресечения государством противоправных действий, указывает Редькин, повлечёт увеличение числа подобных инцидентов и усиление нестабильности.
Член Комиссии ОП РФ по проблемам безопасности граждан и взаимодействию с системой судебно-правоохранительных органов, президент Адвокатской палаты Москвы, вице-президент Международного союза (содружества) адвокатов Генри Резник назвал приговор Pussy Riot преступлением, отметив, что состав уголовно наказуемого деяния в их действиях отсутствует, так как ненависти к христианству девушки не разжигали.
20 сентября 2012 года полномочный представитель правительства РФ в высших судебных инстанциях Михаил Барщевский призвал подумать о том, нет ли в действиях участниц панк-группы признаков экстремизма. Предложив связать в одно длящееся преступление вместе с панк-молебном и многочисленные репетиции участниц, а также другие их резонансные публичные акции, Барщевский насчитал 8 эпизодов гипотетически длящегося преступления. В этом случае, по умозаключениям Барщевского, появляется и мотив, и цель, и социальная группа. «Дали бы им экстремизм — мы обсуждали бы сейчас только меру наказания», — подвёл итог своим юридическим изысканиям Барщевский.
Российские правительственные СМИ и представитель МИДа РФ утверждали, что в западных юрисдикциях участниц Pussy Riot ждало бы более суровое наказание.
11 декабря 2013 года Верховный суд РФ указал на нарушения норм уголовно-процессуального кодекса при вынесении приговора. А именно, в приговоре говорится только о хулиганстве по мотивам религиозной ненависти и ничего не сказано о хулиганстве по мотивам ненависти к социальной группе. Кроме того не учтено наличие у подсудимых несовершеннолетних детей, что является смягчающим обстоятельством.
25 сентября 2014 года Конституционный суд РФ отказал в принятии к рассмотрению жалобы Н. А. Толоконниковой на нарушение её конституционных прав частью второй статьи 213 Уголовного кодекса.
В 2018 году Европейский суд по правам человека усмотрел в деле нарушения статей 3 (жестокое обращение), 5 (незаконность задержания), 6 (справедливое судебное разбирательство), 10 (свобода слова) Европейской конвенции о правах человека.
В июле 2018 года Европейский суд по правам человека обязал российские власти выплатить трём участницам панк-рок-группы Pussy Riot 48 тысяч евро компенсации по делу о панк-молебне в Храме Христа Спасителя в 2012 году. В декабре 2018 ЕСПЧ отказал России в передаче решения в Большую Палату ЕСПЧ, и июльское решение вступило в силу.

### Письма и заявления участниц группы
На сайте Радио «Эхо Москвы» опубликовано примирительное письмо Алёхиной из СИЗО-6: «… И если кто-либо обижен за мои поступки или слова, то пусть простит. Ничьи религиозные чувства я не имела и не имею целью оскорбить».
Адвокат Николай Полозов опубликовал в Facebook письмо Надежды Толоконниковой, Екатерины Самуцевич и Марии Алёхиной к российской общественности, которое 25 июля 2012 г. было опубликовано в газете «Известия» (орфография и пунктуация оригинала сохранены):

Возможно, наше поведение воспринимается многими как дерзость и наглость. Это не так. Мы находимся в отчаянных обстоятельствах, в каковых сложно сохранять равнодушие.
Радостно слышать о тех, кто поддерживает нас в этом процессе, непонятны ни до сих пор резкость и грубость оппонентов. Так или иначе мы хотим поблагодарить людей понимающих и милосердных, и призвать обе стороны к диалогу, а не взаимопорицанию.
Мы подчёркиваем, что не являемся сторонниками насилия, не держим ни на кого зла, наш смех является в каком-то смысле смехом сквозь слёзы, а сарказм — реакцией на правовой беспредел.

Мы просим наших защитников равно как и людей обвиняющих нас быть тактичными, как бы больно и трудно это ни было.— Толоконникова, Самуцевич, Алёхина
В конце июля 2012 г. оставшиеся на свободе участницы Pussy Riot, выступая в масках и под псевдонимами Балаклава, Воробей и Белка дали эксклюзивное интервью «The Observer», которое было опубликовано 29 июля. По мнению одной из них, Путин боится участниц группы. Также выступающие заявили, что выступление в Храме Христа Спасителя было «очень специфической молитвой».
В ходе судебного заседания, проходившего 30 июля обвиняемые по делу о выступлении в Храме Христа Спасителя выступили с заявлениями. Так, Толоконникова признала выступление в храме Христа Спасителя этической ошибкой:

Наше непризнание вины по статье 213 часть 2 Уголовного кодекса Российской Федерации не означает того, что мы не готовы объяснить наши действия и извиниться за нанесённые нашим выступлением огорчения. Наша этическая ошибка заключалась в том, что мы позволили привнести разрабатываемый нами жанр политического неожиданного панк-выступления в храм. Но мы даже не думали тогда, что для кого-то наши действия будут оскорбительны. Если кто-то был оскорблён нашим выступлением в храме Христа Спасителя, то я готова признать, что мы совершили этическую ошибку. Это именно ошибка, поскольку сознательного намерения оскорбить кого-либо мы не имели.

В свою очередь, обвиняемая Алёхина заявила: «Никакой ненависти к православию у меня не было и нет».
Третья задержанная, Самуцевич, не согласившись с результатами лингвистических экспертиз, заявила, что в её действиях не было мотивов религиозной ненависти и вражды.
После вступления приговора в законную силу 10 октября 2012 года Е. Самуцевич и адвокаты Н. Толоконниковой и М. Алёхиной подали иск против РФ в Европейский суд по правам человека.

### Другие подозреваемые
В акции в Храме Христа Спасителя участвовало несколько человек: 5 женщин, снявшихся на камеру на амвоне (из которых установлены и арестованы трое), и вспомогательная группа. Уголовное дело в отношении других участников акции выделено в отдельное производство; их личности пока не установлены либо не разглашаются. По словам адвоката потерпевших С. Штина, в акции Pussy Riot в Храме Христа Спасителя участвовали также две гражданки Франции, одна из которых, по имени Молпас, вела незаконную видеосъёмку в храме и предъявила удостоверение о её аккредитации МИДом РФ от агентства Франс Пресс, имеющее признаки подделки.

## Оценка выступления в Храме Христа Спасителя

### Общественное мнение по данным соцопросов
Исследовательский Холдинг Ромир в марте 2012 года провёл опрос на тему отношения россиян к акции панк-группы Pussy Riot в храме Христа Спасителя. Большинство россиян (70 %) негативно отнеслись к акции панк-группы: 38 % выразили возмущение, а 32 % отметили, что подобные акции не должны проводиться в храме. Около 7 % россиян, хотя и не поддерживают акцию, считают, что её участниц можно понять. Менее 1 % опрошенных выразили поддержку действиям Pussy Riot.
22 марта 2012 года Левада-Центр опубликовал данные опроса «Как вы считаете, от 2 до 7 лет лишения свободы, которые грозят участницам этой („Pussy Riot“) группы за „концерт“ в храме Христа Спасителя, было бы адекватным или чрезмерным наказанием за эту акцию?». 46 % опрошенных назвали грозящее наказание адекватным, 35 % считают этот срок чрезмерным.
16 апреля 2012 года Всероссийский центр изучения общественного мнения представил данные о том, как россияне оценивают «панк-молебен» группы Pussy Riot и как, по мнению респондентов, следует наказать девушек за эту акцию. По данным ВЦИОМ 86 % россиян считают, что Pussy Riot нужно наказать. Но реальный тюремный срок призывают им дать только 10 %. При этом 36 % респондентов были хорошо информированы об акции, а 35 % что-то слышали о ней.
Опрос жителей Москвы, проведённый «Левада-Центром» в июле 2012 года, показал, что 50 % опрошенных москвичей осуждают уголовное преследование Pussy Riot (28 % относятся к уголовному преследованию скорее отрицательно, а 22 % — резко отрицательно), а 36,7 % — поддерживают уголовное преследование (17 % — поддерживают целиком, 19 % — частично). 13 % опрошенных затруднились с ответом.
По данным опроса граждан России, проведённого 10—13 августа 2012 года Левада-Центром, 44 % россиян в той или иной мере верили в справедливость проходившего судебного процесса над Pussy Riot (11 % — «определённо да», 33 % — «скорее да»; 4 % — «определённо нет», 13 % — «скорее нет»). 36 % россиян считали, что суд вынесет приговор «в соответствии с доказательствами вины», 18 % — «по заказу „сверху“», 15 % — «в равной мере и то, и другое».
Политолог Игорь Бунин объяснил эти данные страхом большинства перед беспорядками, сакральным статусом патриарха Кирилла и предвзятым отношением к судебному процессу государственных телеканалов: Первого канала и России-1.

### Мнения общественных и религиозных деятелей

#### Общественные деятели
Преподаватель факультета, на котором училась Надежда Толоконникова, доцент МГУ Алексей Козырев, в интервью газете «Известия», сравнил поступок своей студентки с поступком Герострата, который, дабы увековечить своё имя, сжёг храм Артемиды.

#### Религиозные деятели
Профессор Московской духовной академии протодиакон Андрей Кураев в день выступления назвал акцию «законным безобразием» во время Масленицы — времени «скоморошества и перевёртышей», и заявил, что на месте ключаря храма он бы «накормил их блинами, выдал по чаше медовухи и пригласил бы зайти вновь на Чин Прощения». Учёный совет академии 12 марта 2012 года заявил о несогласии с тем, что Андрей Кураев поспешно оценил акцию как «нормальную и допустимую». Сам Кураев согласился со мнением Совета и объяснил свои высказывания попыткой вступить в пастырский диалог и желанием «снизить градус кипения». C критикой приговора выступил клирик Псковской епархии РПЦ, протоиерей Павел Адельгейм. В марте 2012 года настоятель Храма святых апостолов Петра и Павла в подмосковном селении Павловское иерей Димитрий Свердлов попросил прощения у арестованных акционисток за «бешеную ненависть, которую проявила часть православного сообщества» из-за устроенного ими «панк-молебна»; в январе 2013 года на Димитрия был наложен запрет в служении в церкви по причине самовольного оставление прихода.
Православный священник «Алёша Белочкин» в своей статье в «Новой газете» сообщил, что считает «панк-молебен» молитвой по содержанию и проявлением почитаемого в православии юродства — по форме. Преданный анафеме в русской православной церкви, иерарх Апостольской православной церкви правозащитник Глеб Якунин сочинил по поводу события стихотворение, в котором также отождествил выступление в храме с юродством.
Председатель Синодального отдела по взаимоотношениям Церкви и общества протоиерей Всеволод Чаплин заявил, что действия группы по отношению к православным святыням — кощунство, и оно «разожгло рознь между верующими и неверующими», при этом заметив, что «никакой злобы по отношению к участницам и организаторам этой „акции“ христианин проявлять не должен». Он заметил также, что «нам, православным христианам, брошен вызов хамский, наглый и агрессивный». По мнению пресс-секретаря главного раввина России (от Федерации еврейских общин России) Андрея Глоцера, участницы группы оскорбили не только христиан, но вообще всех верующих людей, превратив храм в «дешёвую политическую площадку».
20 марта 2012 года духовник Общероссийского общественного движения за веру и отечество иеромонах Никон (Белавенец) заявил, что участницы Pussy Riot должны просить прощения прежде всего у простых православных верующих, а не у светской или церковной власти.
24 марта 2012 года в слове после литургии в московском храме Ризоположения на Донской своё отношение к выступлению группы Pussy Riot впервые публично высказал Патриарх Московский и всея Руси Кирилл, заявивший, что поступок акционисток уязвляет всех верующих и не должен расцениваться «как некая доблесть, как некое правильное выражение политического протеста, как некое уместное действие или как безобидная шутка». В размещённом 26 марта 2012 года ответе патриарху участницы группы Pussy Riot заявили, что патриарх защищает не святыню, а Владимира Путина, и обвинили Кирилла в том, что тот позволил использовать Патриархию в «грязных предвыборных интригах». 3 апреля 2012 года в храме Христа Спасителя состоялось заседание Высшего церковного совета Русской православной церкви, который принял обращение, в котором была осуждена «клеветническая информационная атака» против патриарха и содержался призыв к объединению православных в борьбе против «антицерковных сил».
Доктор исторических наук профессор МГИМО и Российского православного университета, член Межсоборного Присутствия Русской православной церкви А. Б. Зубов провёл параллели между Российской империей до 1905 года, у которой православная вера законом объявлялась «первенствующей и господствующей», а самодержавный император — её «верховным защитником и хранителем», где за такое преступление наказывали несколькими месяцами ареста и с современной светской Российской Федерацией, где религиозные объединения отделены от государства, но наказание за оскорбление религии грозит аналогичное.
Настоятель храма святого Иоанна Предтечи в Вашингтоне (Русская православная церковь заграницей) протоиерей Виктор Потапов считает, что церковь должна добиваться освобождения Pussy Riot из-под стражи.
Уполномоченный Совета муфтиев России, имам Вологодской соборной мечети, эксперт по этно-конфессиональным отношениям Наиль Мустафин после интервью Владимира Путина 2 августа 2012 года в Лондоне, где президент высказал мнение, что если бы Pussy Riot исполнили свой панк-молебен в мечети, девушек «даже не успели бы взять под охрану», написал в своём «Твиттере»: «Истинные верующие мусульмане простили бы девушек Pussy Riot. Это нас обязывает сделать Сунна нашего Пророка». Глава исполкома Всероссийского муфтията Мухаммедгали Хузин выразил недоумение относительно заявления Наиля Мустафина, отметив, что позиция Мустафина не соответствует вероучению ислама и позиции мусульманского сообщества России: «Никакого снисходительного и благодушного отношения к сознательным осквернителям святынь наша религия не допускает», — заявил он, отметив, что девушки в случае проведения такой акции в мечети были бы переданы правоохранительным органам. После этого заместитель председателя Совета муфтиев России Рушан-хазрат Аббясов, комментируя слова Наиля Мустафина, назвал его высказывание «несколько эмоциональным и поэтому не совсем взвешенным» и отметил, что Совет муфтиев России однозначно не поддерживал и не поддерживает акцию Pussy Riot. Однако он особо подчеркнул, что в случае проведения подобной акции в мечети девушек бы просто вывела на улицу охрана, а если бы они сопротивлялись, «вызвали бы не каких-то кровожадных людей с кинжалами, а полицию», а Совет муфтиев России, в свою очередь, «как религиозная организация, не стали бы подавать на них суд». Рушан также сообщил, что высказывания ряда общественных лиц о том, что если бы «Pussy Riot пошли в мечеть, то там бы их чуть ли не порвали на куски», и попытки «представить мусульман невежественными дикарями» вызывают у него крайнее удивление.
Раввин и вице-президент Конгресса еврейских религиозных общин и организаций России Зиновий Коган, комментируя то же интервью Владимира Путина, назвал грозящее девушкам наказание очень большим сроком, отметил, что их организация «никогда не подавала в суд за нарушения порядка в синагоге, особенно за нарушения порядка такого рода». Комментируя аргумент противников Pussy Riot об «оскорблении чувств верующих», Коган напомнил, что Россия всё же «светское государство, высший закон в котором — Конституция».
Глава отдела внешних связей Евангелической церкви Германии епископ Мартин Шиндехютте осудил позицию Русской православной церкви в связи с процессом над Pussy Riot: по его мнению, угроза трёхлетнего тюремного заключения для девушек из группы «выходит далеко за грани разумной реакции».
Украинский публицист, называющий себя главой пресс-службы Украинской православной церкви Московского патриархата Василий Анисимов считает, что участницы Pussy Riot должны стать нерукопожатными в обществе. По его словам, они не покалечили, не убили, поэтому должны нести моральные муки и угрызения, а не физические, связанные с лишением свободы.
Бобан Митевский — начальник Управления делами главы Македонской православной церкви архиепископа Стефана, заявил, что девушки из Pussy Riot заслуживают наказания в виде лишения свободы. Секретарь Патриарха Грузинской апостольской автокефальной православной церкви Илии Второго Михаил Ботковели считает, что девушки совершили вопиющую непристойность, которая должна быть общественно осуждена; насчёт того, заслуживают они ареста, он затруднился сказать.
Папа Римский Бенедикт XVI, по версии Русской православной церкви, выразил солидарность с её позицией по отношению к актам вандализма в храме Христа Спасителя в Москве.

### Мнения деятелей искусства и культуры

#### В России
Юрий Шевчук сказал, что он «согласен с Андреем Кураевым, который говорит, простить надо. Ну, тем более этот указ о наказании вышел, по-моему, в прощёное воскресенье. Ну, не по-православному это<…>могли бы и перед храмом всё это спеть. Как человек верующий, мне это не понравилось. Но как человек верующий, я их простил как христианин за это хулиганство. И всем предлагаю простить, и нашей православной церкви, дать пример».
Александр «Чача» Иванов сказал: «Мне кажется совершенно точно, что Церковь проигрывает от того, что девушки продолжают преследоваться. И мне прийти в их поддержку к зданию суда было довольно сложно, потому что я сам человек православный. Мне самому не понравилось то, что они сделали, и я не считаю это высокохудожественным актом. Он оскорбителен. При том, что я панк. Он не уместен. И дело в том, что когда они то же самое делали на Красной площади во мне это вызвало прям симпатию, сочувствие, а в данном случае нет. Именно поэтому мне сложно было прийти в их поддержку. Но я нашёл в себе силы, потому что не поддерживать их в этой ситуации это и есть главное антихристианство… Что касается группы Pussy Riot, то я, пользуясь случаем, и сейчас и в прошлый раз обращаюсь ко всем от кого зависит вопрос их судьбы, их свободы — проявить милосердие».
Рэпер Noize MC сказал, что «Они оскорбили людей, которых оскорблять абсолютно не за что. Но — они всего лишь их оскорбили! И то, что им пытаются шить… Они посягнули не на закон, а на другого плана общественный договор. Я же на „Чартовой дюжине“ что сказал: „Свободу Pussy Riot, пусть обсирают, Господь сам покарает“. Их судить надо по этому договору. Не знаю, пусть их епархия анафеме предаст, или что там делается в таких случаях. А в тюрьму-то чего сажать?!».
Дмитрий «Сид» Спирин: «Я всех прощаю. Надеюсь, что православные христиане нашей страны тоже способны на всепрощение».
Илья Лагутенко: «Мне порядком надоело и задолбало всё, что связано с этим „Кискиным бунтом“: и само действо, и реакция органов и общественности. Церкви — молю простить, правителям и суду — советую отпустить, девчатам — желаю вернуться скорее домой к родителям и детям. Злым дискутирующим мужчинам — крепче любить и беречь своих женщин, панк-рокерам — наконец сочинить крутых песен».
Диана Арбенина: «Я православная. Была крещена в 33 года. Абсолютно осмысленно и с верой, что в церкви я найду любовь и участие. Моё глубокое убеждение в том, что именно церковь призвана ставить добро выше зла, милосердие выше порицания, всепрощение выше наказания, было попрано. Сейчас нас возвращают во времена, когда церковь объявляла крестовые походы против своих детей, заставляла их страдать, устраивала охоту на ведьм. Сегодня подогревается раскол в и без того взрывоопасном российском обществе. В Русской православной церкви искать Бога бессмысленно. Там страшно и царит мракобесие. Я прошу прекратить процесс над девушками и отпустить их к детям».
Лена Катина: «Я считаю Pussy Riot коллегами и думаю, что поддержка со стороны музыкантов им необходима. Те русские музыканты, что молчат, видимо, согласны с тем, что происходит. Выходку Pussy Riot в церкви не одобряю, но не считаю, что они заслуживают наказания, тем более тюрьмы».
Сергей Лазарев: «Даже если Pussy Riot хотели тупо попиариться, свои 5 месяцев они отсидели в наказание! И это тюрьма, а не санаторий! Но 3 года или 7 лет! Вы что? Я верующий человек, я ВЕРЮ в Бога! Но меня в этой ситуации гораздо больше оскорбляет жестокость моей веры, слабость и безразличие церкви! Мирзаеву за убийство человека прокурор просит 2 года ограничения, а за молебен для Pussy Riot просят 3 года колонии».
Евгений Хавтан поставил свою подпись под коллективным обращением.
Чулпан Хаматова запретила себе комментировать происшествие, но желает, чтобы девушки вернулись к своим детям.
Никита Джигурда записал видеоролик в поддержку Pussy Riot.
Актёр Иван Охлобыстин предложил «девок выпороть и выгнать из церкви». Его поддержал музыкант Гарик Сукачёв. Идею телесного наказания выступавшим в храме артисткам одобрил также актёр и режиссёр Олег Табаков: «Это — хулиганы. Хулиганов — самое разумное, когда они домой приходят, чтобы отец снял штаны и выпорол».
Вместе с тем, Охлобыстин выступил с открытым письмом к патриарху Кириллу, где сказал, что «необходимо приложить все имеющиеся административные возможности для освобождения участниц „pussi riot“ из заключения. Дело зашло слишком далеко и не в ту сторону. Записанные ныне в обвинительный акт решения Вселенских Соборов выглядят, как нарочитое издевательство, поскольку не имеют юридической силы и для простых людей являются показателем явного беззакония. Нельзя чтобы Церковь ассоциировалась с беззаконием.<…>в знак скорби о произошедшем в Кафедральном соборе страны кощунстве, закрыть осквернённый алтарь, до публичного покаяния перед его вратами каждой из участниц осквернения. Быть может эта история станет первым шагом к сердечному приятию, чего скрывать — нелюбимого людьми, храма».
Актёр Сергей Юрский: «Самое ужасное — если действительно общество будет ждать этого со злорадством и призывать судью быть жестоким».
Режиссёр Никита Михалков сказал, что «исчислить материальный ущерб, когда „оскорблены миллионы людей“, невозможно».
31 июля 2012 года на сайте радиостанции «Радио „Свобода“» было опубликовано интервью певицы Валерии, в котором она однозначно высказалась за наказание участниц группы: «…наказать надо ощутимо, чтобы не просто штраф, который успешно оплатят их сторонники, для которых это копейки, а так, чтобы другим было неповадно». Также Валерия предложила не обращать внимание на мировых звёзд, осуждающих арест и содержание под стражей участниц Pussy Riot.
Судебное преследование участниц панк-группы поддержала певица Елена Ваенга, которая заявила на своём сайте, что они оскорбили её «как верующую христианку до глубины души». Девушек в своём сообщении она назвала «дрянями» и «козами», посоветовала им пойти спеть в «мичеть или в синагогу», поскольку там «им бы братья мусульмане враз показали христианское прощение», а также пообещала лично выпить за здоровье судьи, который приговорит их к тюремному заключению.
Артист Олег Газманов негативно прокомментировал письмо Маккартни: «Жаль, великий музыкант — это не всегда великий ум. Какое давление на Россию со стороны западных звёзд и правительств! Двойные стандарты в действии. Пусть западные звёзды забирают ПУССИ на гастроли прыгать голышом по своим храмам».
Актёр и шоумен Михаил Галустян предложил участниц Pussy Riot отлучить от церкви и экстрадировать.
Рок-музыкант Валерий Кипелов оценил действия участниц панк-группы как оскорбление для всех верующих и православных людей, коим и он является.
Солистка ансамбля «Бурановские бабушки» Наталья Пугачёва выразила сочувствие арестованным участницам группы, которые, по её мнению «наверное, сами не ведали, что творили».
14 августа 2012 года российский писатель Владимир Войнович в блоге на сайте Грани.Ру выразил надежду, что девушек выпустят на свободу после оглашения приговора 17 августа. Однако, по его мнению, даже в таком случае «справедливость не восторжествует, потому что она была непоправимо попрана с первой их ночи, проведённой в тюрьме. Правда, компенсацией будет мировая известность, которую им, проявив похвальное усердие, обеспечили наши карательные и церковные власти. А процесс над ними войдёт в историю как пример средневекового мракобесия». Также писатель сообщил, что когда он впервые услышал об этой группе, то счёл, что это какие-то «глупые хулиганки-эпатажницы», однако изменил своё мнение после прочтения речи девушек на суде и некоторых их высказываний до него, отметив их образованность, верность убеждениям и «умение их излагать не только своими плясками, но и словами […] и поведение их в заключении, на фоне тех проклятий, которые на них обрушились, и угрозы сурового приговора, вполне достойно и заслуживает безусловного уважения».
Российский писатель Борис Стругацкий в интервью радиостанции «Эхо Москвы» подчеркнул, что хулиганство ни в каком виде он не любит, но «власть отреагировала на инцидент настолько неадекватно, настолько бездарно, настолько бюрократически тупо, что вместо отвращения к хулиганам вызвала отвращение к себе и к нашей доблестной юстиции».
Российский музыкальный продюсер Максим Фадеев так прокомментировал приговор участницам Pussy Riot: «Сегодня ещё десятки тысяч людей отвернутся от церкви. Русская церковь, как никогда, могла продемонстрировать миру своё милосердие и привлечь на свою сторону сотни тысяч, а возможно, миллионы сомневающихся — по всему миру. Но теперь всё это множество людей повернётся в обратную сторону. Очень жаль…».
Директор Государственного музея изобразительных искусств им. А. С. Пушкина Ирина Антонова, не одобряя акции панк-группы, высказалась о том, что за это сажать молодых женщин в тюрьму — «ненормально».
Артур Аристакисян — кинорежиссёр: «Три девушки в клетке, их последние слова в суде — это не столько продолжение их смелой акции в храме Христа Спасителя, сколько акция самой Истины, посрамившей своих защитников и посмеявшейся над своими врагами. Они никакие не жертвы, за них можно не беспокоиться, они победили.

Палачи, выдающие себя за жертв, бессовестные мужики и бабы, выдающие себя за потерпевших, лающие лагерные собаки в зале суда — только в таком абсурде при таком издевательстве над правосудием и могли прозвучать три реальных Нобелевских речи… Девушки сказали всё, что и должно быть в последнем слове, в самом Последнем Слове, после которого никаких слов и речей может уже не быть, приговор уже не важен».

#### За рубежом
По мнению философа и теоретика искусства Бориса Гройса, акция Pussy Riot фиксирует и открывает обществу сложные отношения «между сакральным и секулярным пространством, между искусством и религией, искусством и законом» и тем самым отвечает смыслу современного искусства — выявлению ранее неясного и скрытого от общества современного положения вещей. В числе открытых акцией явлений, Гройс в первую очередь отмечает религиозный фундаментализм, который, по его мнению, является именно современным феноменом, связанным с аналогичными течениями в современной политической исламской теологии и в радикальном протестантизме в США, и чей антиинтеллектуализм противопоставляется волне религиозного возрождения в России 1960-х — 1980-х годов, опиравшейся на русскую религиозную философию XIX—XX веков и характеризовавшейся тесным сотрудничеством с модернистским и постмодернистским искусством.
В защиту Pussy Riot выступили музыкант и феминистка Кэтлин Ханна: «Это панк-рок феминистки, которые были бы нашими друзьями, если бы жили по соседству в квартале или за углом. Это были бы классные девчонки, если бы мы тусовались вместе»(англ. These are the punk rock feminists that would be our friends if they lived down the corner, up the block, in our neighborhood, around Bushwick—wherever. These would be the cool girls we hung out with.).
Певица Zola Jesus исполнила собственную песню «Night» c посвящением Pussy Riot.
Музыкант Марк Алмонд заявил, что «Это ситуация меня очень тревожит. Мне довелось жить и работать в России, у меня там осталось множество друзей и поклонников. Всегда нужно помнить, что „правительство“ и „народ“ — это разные вещи. Следствие над девичьей панк-группой — ужасная ошибка».
Музыкант Моби: «Освободите Pussy Riot! Как жаль, что в Лос-Анджелесе нет никакой акции солидарности с участницами группы».
Актёр Элайджа Вуд: «Заявление Pussy Riot на их уголовном процессе. Красота и стойкость до конца в их благородном намерении».
Своё мнение высказывали и выражали Beastie Boys, Anti-Flag, Die Antwoord, Refused, Sigur Rós.
Британский музыкант Питер Гэбриэл в июле 2012 года написал письмо арестованным участницам Pussy Riot: «Надя, Катя, Маша. У вас есть право на собственные молитвы — от сердца. Я надеюсь, что вас освободят очень, очень скоро».
Коллективы Венской Академии изобразительных искусств, крупнейших австрийских музеев (инициатором стал Музей современного искусства фонда Людвига), художественные фонды и журналы, а также австрийское отделение Международной ассоциации художественных критиков и венский международный кинофестиваль Viennale, подписали открытое письмо, в котором настаивают на признании деятельности группы Pussy Riot искусством и освобождении их от уголовного преследования. Авторы письма отмечают важную роль акционистского искусства, формы которого «во многих случаях были посвящены анализу и критике социальных условий и, таким образом, вели к эмансипации», и заявляют, что «противостояние определённой общественной ситуации — одна из фундаментальных задач искусства, свобода которого считается одной из важнейших ценностей человеческого сообщества».
22 июля 2012 года рок-группа Red Hot Chili Peppers высказались в поддержку подсудимых. Майкл Бэлзари написал письмо Надежде Толоконниковой, солист группы Энтони Киддис написал три письма, из них два также в адрес Нади. Также солист выступал в футболке с надписью Pussy Riot.
26 июля 2012 года немецкая панк-рок певица и актриса Нина Хаген в интервью «Немецкой волне» призвала российское правительство и православных верующих проявить милосердие и простить участниц «панк-молебна» в Храме Христа Спасителя (к такому выступлению в храме она относится отрицательно, но считает, что молодые музыканты это сделали по глупости).
31 июля 2012 года английский актёр, писатель и драматург Стивен Фрай поддержал подсудимых, написав в своём твиттере: «Я прошу всех вас помочь Pussy Riot и надавить на Путина».
1 августа 2012 года британский режиссёр Терри Гиллиам вместе с рядом британских политиков и правозащитников обратился с открытым письмом к Владимиру Путину с призывом освободить политзаключённых, в том числе участниц панк-группы Pussy Riot.
3 августа 2012 года американский актёр и режиссёр Дэнни Де Вито высказался в поддержку подсудимых в своём твиттере: «Мистер Путин… Pussy Riot… отпустите их». К сообщению он приложил видео выступления группы в храме Христа Спасителя.
6 августа 2012 года американская певица Мадонна, находясь в Москве, в интервью Ассошиэйтед пресс отметила, что поддерживает свободу слова и выразила надежду, что судьи на процессе проявят снисхождение к подсудимым и участницы Pussy Riot скоро будут освобождены.
7 августа 2012 года авангардный художник и певица, вдова Джона Леннона Йоко Оно на своей странице в Твиттере разместила обращение в защиту группы: «Мистер Путин, Вы мудрый человек, и Вам ни к чему бороться с музыкантами и их друзьями. Сохраните места в тюрьмах для серьёзных преступников», добавив к сообщению хештег «#FREEPUSSYRIOT».
9 августа 2012 года глава Министерства культуры Франции Орели Филиппетти призвала российские власти «уважать принцип свободы, без которой творчество невозможно», отметив, что им следовало бы «принять эту роль артистов и защищать тех, кто её исполняет». Заявление было размещено на сайте министерства культуры Франции; в нём было подчёркнуто, что Филиппетти «внимательно и с обеспокоенностью» следит за процессом по делу Pussy Riot.
10 августа 2012 года исландская певица Бьорк выразила свою поддержку девушкам «как музыкант и как мать», разместив их фото на своей личной странице в фейсбуке а также на своём сайте.
14 августа 2012 года шотландская певица Энни Леннокс назвала акцию девушек «провокацией» и «хулиганством», но наказание, грозящее группе, она считает несоразмерным их поступку. Певица отметила, что обвиняемые «не нанесли никому телесных повреждений и ничего не разрушили» и выразила надежду, что суд не будет суров к девушкам. По мнению Леннокс, дело Pussy Riot окажет важное влияние на ситуацию со свободой слова в России в долгосрочной перспективе.
15 августа 2012 года британский рок-музыкант Билли Брэгг написал письмо со словами поддержки трём арестованным участницам Pussy Riot:
| \| \| Pussy Riot. Может ли музыка изменить мир? Да, при очень особенных обстоятельствах. Один раз в поколение группа может создать момент, в который общество меняет направление. Своими смелыми акциями вы предоставили такую возможность России. Ваши собратья-музыканты — с вами. \| | |
| | Pussy Riot. Может ли музыка изменить мир? Да, при очень особенных обстоятельствах. Один раз в поколение группа может создать момент, в который общество меняет направление. Своими смелыми акциями вы предоставили такую возможность России. Ваши собратья-музыканты — с вами. |

16 августа 2012 года сэр Пол Маккартни передал Александру Чепарухину открытое письмо к участницам группы Pussy Riot, которое впоследствии разместил на главной странице своего сайта и на своей странице в Facebook:
| \| \| Дорогие Надя, Катя и Маша, Я пишу, чтобы поддержать вас в это трудное время. Я хочу, чтобы вы знали: я очень надеюсь, что российские власти будут соблюдать принцип свободы слова для всех граждан вашей страны и не накажут вас за ваш протест. В цивилизованном мире многие люди имеют право высказывать своё мнение, если это не приносит никому вреда, и я уверен, что это наилучшая практика для любого общества. Я надеюсь, что вы останетесь сильными и уверен, что я, также как и многие другие люди, которые, как и я, верят в свободу слова, сделают всё возможное для того, чтобы поддержать вас и принцип свободы творчества. Желаю вам удачи, Пол Маккартни. \| Оригинальный текст (англ.) Dear Nadya, Katya & Masha, I’m writing to show my support for you at this difficult time. I would like you to know that I very much hope the Russian authorities would support the principle of free speech for all their citizens and not feel that they have to punish you for your protest. Many people in the civilized world are allowed to voice their opinions and as long as they do not hurt anyone in doing so I believe this is the best way forward for all societies. I hope you can stay strong and believe that I and many others like me who believe in free speech will do everything in our power to support you and the idea of artistic freedom. Wishing you the very best of luck, Paul McCartney. | |
| | Дорогие Надя, Катя и Маша, Я пишу, чтобы поддержать вас в это трудное время. Я хочу, чтобы вы знали: я очень надеюсь, что российские власти будут соблюдать принцип свободы слова для всех граждан вашей страны и не накажут вас за ваш протест. В цивилизованном мире многие люди имеют право высказывать своё мнение, если это не приносит никому вреда, и я уверен, что это наилучшая практика для любого общества. Я надеюсь, что вы останетесь сильными и уверен, что я, также как и многие другие люди, которые, как и я, верят в свободу слова, сделают всё возможное для того, чтобы поддержать вас и принцип свободы творчества. Желаю вам удачи, Пол Маккартни. |

17 августа в рамках организации Axis of Justice американский музыкант Серж Танкян высказал поддержку Pussy Riot и дал оценку делу в целом:
| \| \| <...>Дело Pussy Riot — каноничный пример преследования артистов за их мнения и высказывания. Путин должен помиловать их немедленно, чтобы показать, что он не испугался их критики. Случаи вроде этого выставляют на посмешище судебную систему в России, в то время как артисты становятся героями в глазах народа<...> \| Оригинальный текст (англ.) <...>The Pussy Riot case is a textbook example of artists persecuted for their opinions and expression. Putin should pardon them immediately to show that he is unafraid of their critique. Cases like this make a mockery of the judiciary in Russia while making the artists heroes in the eyes of the people.<...> | |
| | <...>Дело Pussy Riot — каноничный пример преследования артистов за их мнения и высказывания. Путин должен помиловать их немедленно, чтобы показать, что он не испугался их критики. Случаи вроде этого выставляют на посмешище судебную систему в России, в то время как артисты становятся героями в глазах народа<...> |

18 августа 2012 года, на следующий день после вынесения приговора участницам Pussy Riot, певица Мадонна выступила с заявлением на своём официальном сайте и на своей странице в Facebook:
| \| \| Я протестую против приговора, по которому Pussy Riot получили 2 года колонии за 40-секундное выступление, выражающее их политическую позицию. Даже если вы не согласны с тем, в каком месте и как именно они это сделали — приговор чересчур жесток и бесчеловечен. Я призываю всех, кто ценит свободу, осудить это несправедливое наказание. Я призываю творческих людей всего мира высказать свой протест против этого фарса. Они провели достаточно времени в тюрьме. Я призываю ВСЮ Россию дать свободу Pussy Riot. \| Оригинальный текст (англ.) I protest the conviction and sentencing of Pussy Riot to a penal colony for two years for a 40 second performance extolling their political opinions. Even if one disagrees with the location or how they chose to express themselves, the sentence is too harsh and in fact is inhumane. I call on all those who love freedom to condemn this unjust punishment. I urge artists around the world to speak up in protest against this travesty. They've spent enough time in jail. I call on ALL of Russia to let Pussy Riot go free. | |
| | Я протестую против приговора, по которому Pussy Riot получили 2 года колонии за 40-секундное выступление, выражающее их политическую позицию. Даже если вы не согласны с тем, в каком месте и как именно они это сделали — приговор чересчур жесток и бесчеловечен. Я призываю всех, кто ценит свободу, осудить это несправедливое наказание. Я призываю творческих людей всего мира высказать свой протест против этого фарса. Они провели достаточно времени в тюрьме. Я призываю ВСЮ Россию дать свободу Pussy Riot. |

### Мнения представителей российской власти
7 марта 2012 года пресс-секретарь Владимира Путина Дмитрий Песков сообщил телеканалу «Дождь», что реакция Путина была негативная, и дополнительно высказал личное мнение об «отвратительности» действия группы в храме «со всеми вытекающими последствиями».
4 апреля 2012 года Представитель Президента РФ по международному культурному сотрудничеству Михаил Швыдкой призвал прекратить преследование участниц группы Pussy Riot. По его мнению, их преследование может иметь негативные последствия для атеистов в России.
23 апреля 2012 года председатель Совета Федерации Валентина Матвиенко назвала панк-молебен в храме Христа Спасителя «возмутительным» и «безнравственным» поступком и заявила, что их можно и отпустить, несмотря на всю безнравственность их поступка.
26 апреля 2012 года Дмитрий Медведев, в то время — президент России, в интервью российским телеканалам в прямом эфире заявил, что до решения суда воздержится от юридических комментариев по делу Pussy Riot, а как «воцерковленный человек» он считает, что участницы Pussy Riot получили то, на что рассчитывали — популярность.
Уполномоченный по правам человека в РФ Владимир Лукин считает, что нельзя насильно принуждать к раскаянию, что участниц группы следует либо отпустить, либо без проволочек судить по административному кодексу.
В июле 2012 года заместитель председателя правительства РФ Дмитрий Рогозин саркастически прокомментировал письмо деятелей культуры и искусства в защиту арестованных участниц панк-группы, назвав творческую элиту России «важными папочками».
18 июля 2012 года комитет Госдумы по вопросам семьи, женщин и детей обратился к генпрокурору Юрию Чайке с просьбой проверить все акции с участием арестованных участниц Pussy Riot, в частности, акции с замороженной курицей в одном из магазинов Санкт-Петербурга в июле 2010 года.
2 августа 2012 года, находясь в Лондоне, президент России Владимир Путин, давая интервью на различные темы, в частности высказался и о Pussy Riot:

Я думаю, что если бы девушки приехали, скажем, ну я не знаю, в Израиль и осквернили бы какую-то … что-то там в Израиле, то, ну вы, наверное, многие знаете, что там есть довольно крепкие ребятки. Так бы просто им бы оттуда не уехать. Или поехали бы на Кавказ, далеко ехать не надо. Зашли и осквернили бы какую-либо святыню мусульман. Мы даже не успели бы взять их под охрану. Тем не менее, я не думаю, что уж так нужно их строго судить за это. Но надеюсь, что они сами сделают какие-то выводы.

После этого высказывания российские СМИ предположили, что ответ Путина является неким неформальным сигналом суду о смягчении наказания арестованным.
Политолог Павел Святенков высказал мнение, что «российские власти поняли, что скандал вокруг Pussy Riot выходит на международный уровень и начинает подрывать не только престиж Русской православной церкви, но и престиж российских властей в глазах Запада».
Уже после обвинительного приговора, 6 сентября 2012 года В. Путин в интервью телеканалу «Russia Today» раскритиковал скандальные акции группы, а также заявил, что государственная власть обязана защищать чувства верующих и должна была ещё раньше обратить внимание на эти выступления в общественных местах.
Ещё он упомянул акцию, проведённую примерно двумя годами ранее. В ходе той акции в качестве подарка Юрию Лужкову к потолку магазина «Ашан» возле торгового центра «Мега Белая Дача» были подвешены пять человек (трое гастарбайтеров, двое — гомосексуалов) с целью напомнить о судьбе казнённых декабристов.
По мнению В. В. Путина, дело выглядело так: «Пару лет назад в одном из больших супермаркетов Москвы они повесили три чучела, одна из участниц этой группы сегодняшней повесила три чучела в публичном месте с надписью, что нужно освободить Москву от евреев, от гомосексуалистов и от гастарбайтеров — иностранных рабочих.».
Из заявления Алексея Кудрина — председателя Комитета гражданских инициатив, в связи с оглашением приговора Pussy Riot: «Как в светском государстве, в России нет и не может быть уголовного наказания за нарушение писаных или неписаных норм церкви».
20 августа 2012 года министр иностранных дел России С. В. Лавров призвал своих западных коллег не делать «каких-то скороспелых выводов», а также, описывая законы о помехах богослужению, заметил, что «в Германии за святотатство и богохульство в храмах предусмотрено до трёх лет лишения свободы, во Франции — два года, в Австрии — полгода, в Финляндии, насколько мне известно, за богохульство в храмах два года предусмотрено».
12 сентября 2012 года премьер-министр РФ Дмитрий Медведев заявил о том, что наказание осуждённым должно быть условным с учётом того времени, которое они уже провели под стражей. Медведев не видит смысла в пролонгации срока их реального заключения. Выразив своё личное отношение к акции в ХХС, премьер сказал: «Меня тошнит от того, что они сделали» и добавил, что так же относится к их внешнему виду и к «истерике», которая развернулась вокруг процесса.
7 октября 2012 года, за три дня до рассмотрения кассационных жалоб Мосгорсудом, президент РФ Владимир Путин публично одобрил вынесенный в августе приговор к реальному сроку лишения свободы. При этом заметил, что не оказывал воздействия на судебную систему и не добивался осуждения молодых женщин: «Вопреки моим ожиданиям дело стали раскручивать и докатили до суда, а суд залепил им двушечку…

Я здесь ни при чём. Они этого хотели, они это получили».

### Мнения публицистов, политических и общественных деятелей

#### В России
Главный редактор газеты «Завтра» Александр Проханов заявил, что не согласен с интерпретацией поступка группы как безобидных шалостей, и, обращая внимания на то, что они пошли не в мечеть, а в православный храм, назвал их фрагментом сложившейся «провокативной» и «антиправославной» культуры. В целом выступления Проханова и целого ряда других проправительственных общественных деятелей в связи с делом Pussy Riot были построены в парадигме антивестернизма: они утверждали, что за действиями группы «стоит Запад», под которым подразумевались американские правительственные организации, тайные враги русской культуры и глобалисты.
10 апреля 2012 года было опубликовано заявлении Валерии Новодворской, в котором она посчитала объявление участниц Pussy Riot узницами совести необоснованным. Хотя, по её мнению, они не заслуживают сурового уголовного наказания, такие акции нельзя считать борьбой против политического режима, а их культурный уровень крайне низок. Позднее она же в своём блоге на сайте радиостанции «Эхо Москвы» заявила, что продолжение содержания под стражей участниц группы приведёт к сокращению количества верующих и росту атеизма в России.
20 апреля 2012 года писатель и политический деятель Андрей Мальгин, считая эпатажную акцию группы хулиганской выходкой, высказался с осуждением неадекватно жестокой и неправосудной реакцией властей, носящей, по его мнению, явно заказной характер.
По мнению журналистки Сюзи Паркер (опубликовано на сайте газеты «The Washington Post» в блоге «She The People»), лишение свободы участниц группы может послужить толчком к началу всемирной революции против Путина, а американским женщинам стоит брать с них пример.
По мнению политического обозревателя «Коммерсантъ FM» Станислава Кучера, «если девчонки, которые никого не убили и ничего не украли, сядут по уголовной статье, ни церковь, ни власть уже никогда и ничем не отмоются».
Политический обозреватель Юлия Латынина прокомментировала ответ Путина так: «Если бы в мечети помолились „Аллах, Путина прогони“, я думаю, что ничего бы не было».
С другой стороны, российский исламский деятель Гейдар Джемаль высказался по этому поводу так: «За этим на деле ничего не стояло. Просто застигли врасплох, пришлось что-то промямлить». Он также выступил с критикой этого заявления в целом, назвав сравнения с Израилем и Кавказом «нелепыми».
Сразу несколько российских представителей исламского духовенства после данного высказывания Путина сделали заявления, что в случае проведения подобной акции в мечети верующие бы поступили в рамках закона, участников акции бы просто вывели из мечети, и лишь в случае сопротивления была бы вызвана полиция. «И — никаких нападок, никаких мыслей о том, что с девушками можно что-то сделать… Ислам этому не учит. <…> Естественно, мы допускаем, что отдельные личности могли бы проявить нетерпение, но это частный случай, свойственный всем людям независимо от их религиозной принадлежности» — приводит слова заместителя председателя Совета муфтиев России Рушана-хазрата Аббясова журнал «Афиша».
Высказывание российского президента раскритиковал раввин и вице-президент Конгресса еврейских религиозных общин и организаций России Зиновий Коган, отметив, что «израильтяне процентов на 80—90 — не религиозные, а абсолютно светские люди <…> и если говорить о „крепких“ ребятах — может, они бы и нашлись, но, поверьте, это были бы не оскорблённые верующие, а, скорее, отслужившие в армии резвые парни, которым просто некуда девать силу. Но такие есть всегда и везде, к религии и вере они, как правило, почти не имеют отношения». Виктория Вексельман, член руководства Емин Исраэль, назвала высказывание Путина «отдающей явно антисемитским душком мантрой», а предположения о том, как поступили бы с девушками в Израиле — «не основанными ни на чём, кроме предвзятого отношения к евреям и Израилю». «Никто бы их не бил, не держал полгода бессудно за решёткой, так как в иудаизме никогда не было судов инквизиции <…> Более того, вряд ли такой инцидент мог бы иметь место в Израиле, так как смена власти там происходит демократическим путём» — продолжала Виктория. Слова Путина также широко обсуждались в израильской блогосфере. По мнению блогеров, в Израиле не стали бы так реагировать на подобную акцию, многие израильтяне называли высказывание циничным и обидным.
Бывший президент СССР Михаил Горбачёв раскритиковал процесс над участницами Pussy Riot, как «никому не нужное» и несудебное дело.
Лидер КПРФ Геннадий Зюганов после вынесения приговора, не одобрив тюремного срока, сказал, что осуждённым в качестве наказания достаточно «хорошей порки»; при этом выразил желание собственноручно исполнить экзекуцию: «Лично моя точка зрения: я бы взял хороший ремень, выпорол их и отправил к детям и родителям. Это и было бы для них административным наказанием. И сказал бы, чтобы они больше таким богохульством и безобразием не занимались».
По мнению российского юриста и оппозиционера Алексея Навального, которое он высказал после вынесения девушкам приговора, решение по процессу Pussy Riot вызовет рост антиклерикальных настроений и агрессивной критики РПЦ, которая «получила волну ненависти, невиданную с 1917 года». Он ещё раз подчеркнул, что процесс является политическим, а «оскорбление православных верующих» фигурирует в деле лишь в качестве предлога. «Если отвлечься от самих девушек, то дело Pussy Riot — дело об окончательном и демонстративном уничтожении правосудия» — добавил он.
Бывший совладелец компании «Евросеть» Евгений Чичваркин выступил на том же форуме по телемосту и выразил поддержку Pussy Riot тем, что появился в футболке с изображением двух масок в виде православных храмов с прорезями для глаз; как он считает, лишать человека свободы можно только за преступление против личности.

#### За рубежом
В мае 2012 года генеральный секретарь Совета Европы Торнбьорн Ягланд заявил, что считает выступление в храме неприемлемым, но одновременно полагает неприемлемым помещать участниц за это в тюрьму.
9 июня 2012 года депутат Палаты Общин британского Парламента Керри Маккарти (Kerry McCarthy) и министром Европы Дэвидом Лидингтоном (David Lidington) выразили свою глубокую озабоченность длительным предварительным заключением участниц рок-группы Pussy Riot.
Официальный представитель Госдепартамента США Патрик Вентрелл считает дело Pussy Riot политически мотивированным преследованием оппозиции.
1 августа 2012 года мэр Лондона Борис Джонсон высказался против содержания девушек из группы Pussy Riot в тюрьме.
7 августа 2012 года более 120 представителей всех фракций немецкого парламента подписали письмо в защиту группы Pussy Riot, которое было направлено российскому послу в Германии Владимиру Гринину. В обращении депутаты выразили своё беспокойство происходящим, подчеркнули, что девушки уже извинились перед православными христианами и не имели умысла оскорбить их чувства. Многомесячное пребывание в заключении и грозящее девушкам наказание в виде лишения свободы немецкие депутаты воспринимают как «несоразмерные проступку» меры. Ссылаясь на 10-ю статью Европейской конвенции о защите прав человека и 44-ю статью Конституции России, немецкие депутаты обратились к российским властям с просьбой уважать свободу высказывания и творчества.
9 августа 2012 года итальянский социолог религии и юрист Массимо Интровинье сказал, что считает акцию группы «Pussy Riot» в храме Христа Спасителя преступлением и проявлением христианофобии: «Свобода самовыражения не включает в себя право проникнуть в собор и выкрикивать оскорбления в адрес религии, равно как не предполагает право ворваться в синагогу и оскорблять иудаизм, либо в мечеть и оскорблять ислам, или даже в ресторан и произносить бранные слова по отношению к хозяину заведения и посетителям <…> Если предположить, что прочитанное мной об этом деле достоверно и что вышеупомянутая панк-группа действительно проникла в кафедральный храм в Москве и исполнила песню с нецензурными выражениями в адрес Церкви, патриарха и религии, а не только в адрес российских политических деятелей, как неверно указали некоторые западные СМИ, то этот поступок был бы однозначно расценён как преступление в соответствии с законодательством любой западной страны <…> То, что кажется очевидным, когда дело касается поп-звёзд, других публичных фигур или даже других религий, вдруг становится менее очевидным, когда объектом оскорблений становятся христианство и его институты. Они воспринимаются как „законная добыча“, и любое мыслимое оскорбление и провокация против христианства или Церкви считается правомерной демонстрацией свободы самовыражения».
11 августа 2012 года мэр Рейкьявика Йон Гнарр, участвовавший в гей-прайде, надел яркое платье и цветную балаклаву в стиле Pussy Riot; рядом с ним был размещён лозунг «Free Pussy Riot» — свободу Pussy Riot.
17 августа 2012 года, после оглашения приговора участницам Pussy Riot, генеральный секретарь Совета Европы Турбьёрн Ягланд выразил глубокое разочарование решением суда, по его мнению, 2 года лишения свободы — чрезвычайно жёсткое наказание, если принять во внимание, что Россия является светским государством и членом Совета Европы и обязана соблюдать Европейскую конвенцию по правам человека. Приговор осудил также глава Парламентской ассамблеи Совета Европы Жан-Клод Миньон. Он выразил надежду, что вердикт будет пересмотрен. С критикой принятого московским судом решения выступила Организация по безопасности и сотрудничеству в Европе. «Такие обвинения, как хулиганство и разжигание религиозной ненависти, не должны использоваться в целях ограничения права на свободное выражение мнения», — заявила в Вене представительница ОБСЕ по вопросам свободы средств массовой информации Дуня Миятович. Свобода выражения мнений не должна ограничиваться или подавляться — независимо от того, насколько провокационной, сатирической или щекотливой могла бы быть та или иная точка зрения. И ни при каких обстоятельствах свободное выражение мнения не должно приводить к тюремному заключению, подчеркнула представительница ОБСЕ. Федеральный канцлер Германии Ангела Меркель в резкой форме подвергла критике обвинительный приговор по делу участниц панк-группы. «Неадекватно суровый приговор не соответствует европейским ценностям, принципам правового государства и демократии, приверженность которым должна сохранять и Россия как член Совета Европы», — говорится в распространённом в пятницу, 17 августа, в Берлине заявлении главы германского правительства. Живое, развивающееся гражданское общество и политически активные граждане являются непременной предпосылкой, а не угрозой модернизации России, отметила Меркель, подчеркнув, что она с беспокойством наблюдала за ходом процесса по делу участниц группы.
Исполнительный директор Всемирного конгресса семей Лоуренс Джейкобс (США) высказался о ситуации следующим образом:

Уголовная ответственность за подобные действия — справедливая мера, необходимая для защиты верующих от экстремистских нападений любого рода. Правительству США должно быть стыдно, что, в то время как Россия безотлагательно привлекает людей к ответственности за агрессию против верующих, администрация Обамы продолжает поощрять насилие и дискриминацию в отношении христиан и верующих вообще.
— 
19 августа 2012 года основатель WikiLeaks Джулиан Ассанж заявил, что выступает против любого угнетения со стороны государства и поддержал осуждённых участниц Pussy Riot.
BBC отмечает, что большинство западных корреспондентов приговор Pussy Riot поверг в состояние шока и что мировая пресса видит в суде над Pussy Riot фарс.
Адвокат и культуролог Леонид Сторч провёл сравнительный историко-юридический анализ дела Pussy Riot и установил, что, вопреки утверждениям российских правительственных СМИ и представителей МИДа РФ, в западных юрисдикциях наиболее вероятным наказанием для участниц группы был бы денежный штраф, а максимально возможным — кратковременный тюремный срок условно.

### Мнения правозащитных организаций
23 марта 2012 года «Союз солидарности с политзаключёнными» признал Марию Алёхину, Надежду Толоконникову и Екатерину Самуцевич политическими заключёнными, посчитав, что в их действиях не содержится состава того уголовного преступления, в котором их обвинили, и что уголовное преследование является неправосудным.
3 апреля 2012 года международная неправительственная организация «Amnesty International» признала участниц Pussy Riot, арестованных за скандальное выступление в храме Христа Спастителя, узницами совести, арестованными исключительно за мирное выражение своего мнения, а после решения суда о продлении срока содержания под стражей — рассматривает вопрос о начале международной кампании с требованием их освобождения. После продления ареста 20 июля 2012 года «Amnesty International» повторила призыв к российским властям к немедленному и безусловному освобождению арестованных. Организация ссылается на решения Европейского суда по правам человека, неоднократно подтверждавшего, что свобода выражения мнений распространяется не только на неоскорбительные идеи, но и на те, которые оскорбляют, шокируют или беспокоят государство или какую-либо часть населения. По мнению директора Европейского и Центральноазиатского департамента организации Джона Далхусейна, при предъявлении обвинения был явно и незаконно принят во внимание политический контекст, окружающий антипутинские протесты в то время, а также антиклерикальное и антипутинское содержание произведения.
Международная правозащитная организация «Human Rights Watch» назвала предполагаемое семилетнее наказание «совершенно несоразмерным действиям».
Спецпредставитель ООН по культурным правам Фарида Шахид призвала Россию немедленно прекратить преследование «деятелей социального искусства» — участниц «панк-молебна».
15 августа 2012 года на сайте «Amnesty International» появилась информация, что на встрече представителя российского посольства в Вашингтоне с руководителем программ «Amnesty International» в США Мишель Рингетт российский дипломат бросил на землю петиции в защиту Pussy Riot. «К сожалению, старший советник российского посольства не пожелал вступить в диалог о правах человека, в том числе о свободе выражения, свободе собрания в гражданском обществе, правах ЛГБТ-меньшинств и незаконном аресте Pussy Riot», — говорится в заявлении Рингетт. Поступок дипломата, который бросил переданные ему петиции на тротуар, она назвала бесцеремонным. «Если этот поступок и другие действия российских властей можно считать индикаторами, то они означают, что Путин в перспективе намеревается полностью уничтожить свободное и справедливое общество», — считает Рингетт. По состоянию на 15 августа 2012 года «Amnesty International» собрала уже 70 000 петиций с требованием освободить Pussy Riot/
17 августа 2012 года был опубликован комментарий Департамента информации и печати МИД России, в котором осуждалось заявление «Международной амнистии». В частности, сообщалось об «искажении содержания разговоров» в посольстве России в Вашингтоне, о «некорректном поведении» и «нарушении норм безопасности» со стороны представителей Международной амнистии. Также Департамент информации и печати МИД России выразил сожаление, что американское отделение Международной амнистии «пытается обратить на себя внимание провокационными акциями в иностранных посольствах», вместо того чтобы «заняться серьёзным анализом и поиском решений многочисленных проблем с обеспечением прав человека в США».

## Акции

### Открытые письма
- 6 марта 2012 года Лидия Мониава, подписавшаяся как «прихожанка храма Успения в Газетном переулке, менеджер детской программы Фонда помощи хосписам „Вера“», инициировала сбор подписей верующих к открытому письму к патриарху Московскому Кириллу, в котором утверждается, что большинство подписантов считают поведение группы в храме недопустимым и одновременно выступают против уголовного преследования, лишения свободы и жестоких отзывов со стороны Православной церкви, а патриарха просят «проявить христианское отношение к участницам группы» и «остановить ненависть и гнев». Под письмом подписались несколько тысяч человек.
- Против уголовного преследования участниц группы выступил уполномоченный по правам человека в России Владимир Лукин[326].
- 19 июня 2012 года в блоге pechalovanie было размещено Обращение к Патриарху Московскому и всея Руси Кириллу от православной интеллигенции, в котором было более 160 подписей в основном тексте письма, к которому затем присоединилось ещё более 600 подписей в комментариях к блогу. 29 июня 2012 года это коллективное письмо было передано в Управление делами Московской патриархии. В числе подписавшихся учёные Александр Кравецкий, Елена Майданович, Ирина Языкова, Виктор Живов, Андрей Десницкий, Андрей Мороз, Анна Шмаина-Великанова, Александр Марков, писатели Ольга Седакова, Майя Кучерская, телеведущие Александр Архангельский, Дмитрий Менделеев, художники Александр Корноухов, Анатолий Юрьев, Денис Сочивко, журналисты Яна Комарова, Алексей Машегов, Зоя Светова, Константин Эггерт, композиторы Елена Чистая, Юрий Мартынов. В своём обращении авторы, не стремясь оправдать участниц акции в Храме Христа Спасителя, просят Патриарха проявить милосердие и обратиться к светским властям с ходатайством о помиловании участниц акции, считая, что милосердием Христовым Церковь призвана свидетельствовать миру о ценностях Евангельских, заповеданных нам Христом и составляющих фундамент нашей духовной традиции. Авторы письма отсылают к документам Поместного Собора 1917—1918 гг., в которых говорится о том, что Предстоятель Русской Церкви «имеет долг печалования перед государственной властью», а также — к Основам социальной концепции Русской Православной Церкви, в которых говорится о печаловании, «являющемся долгом Церкви». Авторы письма также отмечают, что обращение Предстоятеля нашей Церкви с просьбой о помиловании могло бы не только облегчить участь арестованных, но и способствовало бы сглаживанию намечающегося противостояния между Русской Церковью и значительной частью нашего общества[327].
- В июне 2012 года более 100 деятелей российской культуры выступили с открытым письмом в защиту арестованных участниц панк-группы Pussy Riot[328]. В их числе кинорежиссёры Марк Захаров, Андрей Кончаловский, Фёдор Бондарчук, Эльдар Рязанов, Алексей Герман, Кирилл Серебренников, Александр Прошкин, Павел Чухрай, Олег Дорман, актёры Олег Басилашвили, Евгений Миронов, Сергей Юрский, Игорь Кваша, Эммануил Виторган, Николай Цискаридзе, Ефим Шифрин, актрисы Чулпан Хаматова, Лия Ахеджакова, Юлия Меньшова, Евгения Добровольская, писатели Михаил Жванецкий, Борис Акунин, Людмила Улицкая, Марат Гельман, музыканты Юрий Шевчук, Борис Гребенщиков, Андрей Макаревич, Валерий Меладзе, Бари Алибасов и многие другие.

Наотрез отказался подписывать письмо Никита Михалков, негативно отозвался о письме Олег Газманов. В обращении авторы письма указали, что по-разному относятся к морально-этической стороне акции панк-группы, но едины в том, что действия Pussy Riot не являются уголовным преступлением и просят переквалифицировать в административное дело, а содержание под стражей женщин, у двоих из которых есть маленькие дети, компрометирует российскую судебную систему и подрывает доверие к институтам власти. По состоянию на 3 августа к обращению присоединились уже более 200 российских деятелей культуры и искусства. Письмо, помимо прессы, передано в Верховный суд и Мосгорсуд. Некоторые из подписантов, включая актрису Чулпан Хаматову и главного редактора «Новой газеты» Дмитрия Муратова выразили готовность оформить в суде личное поручительство за примерное поведение арестованных, в случае их освобождения, вне стен следственного изолятора.
- В середине июля 2012 года ряд российских писателей и публицистов опубликовали открытое письмо в поддержку уголовного преследования Pussy Riot. Подписантов обращения в защиту арестованных участниц группы они назвали «циничными деятелями бескультурья, не имеющими за душой ни любви к России, ни уважения к её тысячелетней истории»[332], а участниц акции в Храме Христа Спасителя — «экстремистками, совершившими сознательное надругательство над православной верой, православной святыней и чувствами православных верующих», которые должны понести соответствующее уголовное наказание[332]. Среди подписавшихся: писатели Валентин Распутин, Владимир Крупин, Валерий Хатюшин, Владимир Личутин, Анатолий Гребнев, Николай Коняев, Василий Дворцов, Эдуард Скобелев, Владимир Смык, Эмма Меньшикова, Алла Линёва, Владимир Петров, Нина Бойко, Михаил Дмитрук; поэты Константин Скворцов, Нина Карташёва, Елена Сапрыкина, Сергей Коротков; учёные и публицисты Михаил Лемешев, Олег Платонов, Алексей Сенин, В. Н. Осипов, Андрей Печерский, Владимир Бояринцев, Владимир Юдин; музыканты Сергей Лебедев и Александр Шахматов[332].
- 2 августа 2012 года британская газета The Times опубликовала открытое письмо в поддержку Pussy Riot, подписанное музыкантами Питом Таунсендом, Джарвисом Кокером, Нилом Теннантом, Джонни Марром, Алексом Капраносом и другими[333]. В письме указывается, что акция группы является законным протестом и не должна преследоваться в судебном порядке, а также особо подчёркивается тот факт, что наказание, которое грозит девушкам, несоизмеримо их поступку[334]. «Мы особенно озабочены сообщениями о том, что арестованным не дают есть» — также говорится в письме[335]. Письмо было опубликовано в день визита президента Владимира Путина в Лондон[336].
- 2 августа 2012 года было опубликовано открытое письмо более 210 адвокатов и юристов, выражающее мнение по юридической стороне обвинения. В письме в частности было высказано и обосновано мнение о том, что привлечение участниц группы к уголовной ответственности противоречит законодательству, а также подрывает основы конституционного строя России. Так как список подписавшихся открытый, к нему постоянно добавляются новые подписи[337].
- 3 августа 2012 года немецкий журнал «Grazia» опубликовал на своём сайте более 50 обращений в защиту Pussy Riot от деятелей культуры, искусства и политиков Германии[338].
- 15 августа 2012 года базирующаяся в Дании Европейская ассоциация артистов, объединяющая 200 тысяч творческих работников из 28 стран, объявила, что направила письмо Президенту России Владимиру Путину и высшим чинам судебной системы — с призывом закрыть дело в отношении Pussy Riot. В письме, копия которого была опубликована в Интернете, в частности, отмечается, что свобода выражения мнений защищена статьёй 19-й Всеобщей декларации прав человека, и никто не может быть лишён свободы за осуществление этого права[339].
- 16 августа 2012 года стало известно, что сэр Пол Маккартни написал письмо в поддержку арестованных участниц группы Pussy Riot: «Я надеюсь, что вы останетесь сильными и уверен, что я, так же как и многие другие люди, которые, как и я, верят в свободу слова, сделают всё возможное для того, чтобы поддержать вас и принцип свободы творчества»[340].
- 17 августа 2012 года на сайте французской организации «La Règle du jeu» было опубликовано открытое письмо, в котором «организация La Règle du jeu и ассоциация Russie-Libertés призывают к максимальной мобилизации, с тем чтобы поддержать этих активисток в их борьбе за жизнь, за свободу и за Россию, избавленной от губительного взаимного паразитизма светской и духовной власти». Среди подписавшихся под обращением значатся Джон Малкович, Бернар-Анри Леви, Филипп Старк, Фредерик Бегбедер и ещё несколько десятков французских и российских общественных деятелей[341][342].
- В августе 2012 года актриса Алисия Сильверстоун написала открытое письмо Владимиру Путину с просьбой обеспечить Марии Алёхиной возможность полноценного веганского питания в заключении[343]. Это письмо было опубликовано в блоге общественной организации «Люди за этичное обращение с животными»[344].
- 22 июля 2013 года: Открытое письмо с призывом освободить заключённых участниц Pussy Riot подписали более 100 всемирно известных музыкантов, в числе которых Мадонна, Стинг, Пол Маккартни, Брайан Адамс, Патти Смит, Адель, Джоан Баэз, Джефф Бек, Бьорк, Дайдо, Боб Гелдоф, Дебби Харри, Билли Джоэл, Элтон Джон, Кеша, Энни Леннокс, Моби, Аланис Мориссетт, Йоко Оно, Оззи Осборн, Брюс Спрингстин, Майкл Стайп, Нил Теннант, Пит Таунсенд, участники групп «The Chemical Brothers», «Coldplay», «One Direction», «Massive Attack», «Radiohead», «Scissor Sisters», «U2» и другие[345][346][347][348].

### Акции против ареста участниц

#### Пикеты и демонстрации
В международный женский день 8 марта 2012 года в различных городах России состоялись протесты против ареста Марии Алёхиной и Надежды Толокониковой. Серия одиночных пикетов прошла в Москве — у здания Управления МВД по г. Москве на Петровке, 38 (более 300 участников, среди которых были политики Алексей Навальный и Борис Немцов, а также — инкогнито — участница Pussy Riot Блонди), в Санкт-Петербурге — у Казанского собора, в Екатеринбурге. Также 8 марта группа православных граждан попыталась провести коллективную молитву в храме Христа Спасителя, который оказался в тот день закрыт.
На прошедшем 10 марта на Новом Арбате в Москве митинге «За честные выборы» выступил адвокат арестованных Николай Полозов, заявив: «Девочки пели „Богородица, Путина прогони“, и Путин на них обиделся! Свободу политзаключённым!».
11 марта в Новосибирске в уличных лайтбоксах появились «иконы» в поддержку Pussy Riot.
Поддержку Pussy Riot выразили также участники митинга в защиту политзаключённых, прошедшего в Москве на Пушкинской площади 17 марта.
В апреле 2012 года двое литовских художников провели молчаливую акцию поддержки у стен православного Свято-Духова монастыря в Вильнюсе.
3 апреля 2012 года общественные активисты в Новосибирске подали заявку на проведение пикета в поддержку арестованных участниц Pussy Riot, на котором намерены устроить перфоманс с чтением отрывков из «Молота ведьм». Однако 7 апреля полиция воспрепятствовала проведению этой акции в Первомайском сквере Новосибирска, объяснив это тем, что это — несанкционированный пикет, а в сквере в это время проходил санкционированный пикет «Народного собора».
По сообщению радио «Немецкая волна», акции в поддержку Pussy Riot прошли в Берлине (9 апреля 2012 года в Гёрлицер-парке) и в Мюнхене.
21 апреля 2012 года, любители музыки отмечали международный День музыкального магазина. Сторонники Pussy Riot объявили этот день также «Всемирным днём в защиту Pussy Riot», призывали людей собираться небольшими группами и рисовать плакаты, изменить свои аватары в социальных сетях в поддержку группы или «произнести панковскую молитву в церкви». В этот же день прошли акции поддержки в Берлине, Австралии и Чехии. Также пикеты прошли в Нью-Йорке, Париже, Праге, Томске, Новосибирске, Сыктывкаре, Киеве, Вене и Тель-Авиве.
12 июля 2012 года около собора Спас-на-Крови в Санкт-Петербурге 22-летняя сторонница Pussy Riot Елена изобразила распятие. Будучи в маске и в одежде, похожей на одежду участниц группы, она привязала себя к деревянному кресту с надписью «Здесь может быть ваша демократия». Около креста была установлена коробка для сбора денег с надписью «На восстановление репутации РПЦ». Через три часа после задержания Елена была освобождена.
В середине июля 2012 года поздно вечером перед церковью на улице Дирижабельская в Долгопрудном несколько подростков выкрикивали лозунги в поддержку арестованных участниц группы, а также писали эти же лозунги на асфальте аэрозольной краской. Трое участников акции были задержаны полицией и оштрафованы на 20 000 рублей каждый.
23 июля 2012 года петербургский художник Пётр Павленский зашил собственный рот нитью и в таком виде провёл пикет у Казанского собора в Санкт-Петербурге, держа плакат: «Выступление Pussy Riot было переигрыванием знаменитой акции Иисуса Христа (Мф. 21:12—13)». Акция должна была напомнить об известном евангельском сюжете изгнания торговцев из храма. Полиция вызвала «скорую», которая отвезла Павленского на обследование, но психиатр признал художника вменяемым и отпустил.
14 августа 2012 года стало известно об акции в поддержку Pussy Riot в православном кафедральном соборе Святителя Николая в Вене. Двое неизвестных в цветных балаклавах, взобравшись на амвон, развернули плакат с лозунгом «God loves Pussy Riot» («Бог любит Pussy Riot») и призывом освободить участниц группы. Настоятель прихода подал заявление в полицию по статье «препятствование отправлению религиозных культов» (до полугода). Следствие ведёт австрийская внутренняя спецслужба «Ведомство по защите конституции и борьбе с терроризмом».
15 августа 2012 года три женщины с закрытыми разноцветными балаклавами лицами и голые по пояс провели у посольства РФ в Хельсинки акцию в поддержку группы. Женщины растянули тканевый плакат, содержащий призыв: «Свободу Pussy Riot». Та же фраза была написана на их телах. «Мы художники, представители творческого класса, женщины и матери. Мы делаем это во имя свободы слова», — заявили активистки журналистам и фотографам. Акция длилась около 20 минут и завершилась с приездом полиции. Стражи правопорядка проверили документы женщин и приказали им удалиться.
15 августа 2012 года у здания Храма Христа Спасителя в Москве несколько десятков активистов в цветных балаклавах встали на ступенях перед закрытыми воротами и подняли над головой чёрные листы бумаги с белыми буквами, которые сложились в цитату из Евангелия от Матфея — «Блаженны милостивые». Акция продолжалась около минуты, активистов попытались задержать охранники Храма Христа Спасителя. В одном из них участники акции опознали Владимира Потанькина, который выступал потерпевшим по делу Pussy Riot. Согласно сообщению некоторых СМИ охранники пытались применить силу по отношению к активистам, сорвать с них балаклавы, выхватить из рук плакаты и отобрать у оказавшихся на месте журналистов камеры. В итоге активистам пришлось вызвать полицейских. Приехавшим на место происшествия сотрудникам полиции охранники храма сказали, что фраза «Блаженны милостивые» (на деле являющаяся частью одной из заповедей блаженства, согласно Евангелию от Матфея, произнесённая Иисусом Христом во время Нагорной проповеди) «оскверняла храм», плакаты с этой надписью были названы ими «похабными». Активисты показали полиции видеозапись происшествия. Были задержаны три человека за участие в несогласованной акции, за это им грозит штраф.
16 августа 2012 года неизвестная девушка провела одиночный пикет у Соборной мечети Санкт-Петербурга. Девушка в балаклаве держала бумажный лист с надписью «Мухаммед, Путина останови!». Надпись на втором листе оказалась цитатой имама Вологодской соборной мечети Аль-Джума Наиля Мустафина: «Если бы девушки устроили свою акцию в мечети, их бы следовало простить и отпустить». По сообщениям очевидцев, никто из служителей мечети и прихожан девушке не мешал. Она покинула территорию храма без посторонней помощи и до того, как на месте могла появиться полиция.
17 августа 2012 года активистки украинского женского движения Femen в ходе акции солидарности с участницами Pussy Riot спилили и повалили деревянный крест, который находился у Октябрьского дворца в центре Киева. После этой акции в СМИ появилась информация, что спилен был крест памяти жертв сталинских репрессий. Однако на деле им оказался крест, установленный в честь победы оранжевой революции. По данному факту милиция возбудила дело по части 2 статьи 296 (хулиганство) Уголовного кодекса Украины. Ранее Femen уже проводили акции в защиту арестованных участниц группы Pussy Riot. Так, 26 июля 2012 года, когда патриарх Кирилл прибыл в киевский аэропорт «Борисполь», полуобнажённая участница Femen Яна Жданова, на тело которой была нанесена надпись «Kill Kirill», подбежала к предстоятелю и начала кричать «Изыди вон, изыди вон!». Девушка была задержана милицией, впоследствии Жданова получила 15 суток ареста за хулиганство.
17 августа 2012 года, в день вынесения в Москве приговора участницам Pussy Riot, акции в их поддержку прошли в более чем 50 городах по всему миру, среди них — Барселона, Берлин, Лондон, Вашингтон, Париж, Кёльн, Вена, Торонто, Тель-Авив, Сидней, Брюссель и другие. Призывы к участию распространялись, в первую очередь, через социальные сети. Большинство акций началось за несколько часов до оглашения приговора.
19 августа 2012 года на Иртышской набережной в Омске прошла запрещённая акция в поддержку Pussy Riot под названием «Парад зомби». Организатор акции задержан, в отношении его возбуждено дело по статье «Нарушение общественного порядка».

#### Концерты и музыкальные произведения
1 апреля 2012 года депутат эстонского парламента Юку-Калле Райд (эст. Juku-Kalle Raid) в таллинском клубе «Von Krahl» организовал концерт в поддержку российской панк-группы Pussy Riot, на котором присутствовал Президент Эстонии Тоомас Хендрик Ильвес. На концерте выступили популярные в Эстонии исполнители, в частности, Вайко Эплик, Пеэтер Волконский и Софиа Йоонс. В зале присутствовал также российский музыкальный критик Артемий Троицкий. Юку-Калле Райд также обратился с открытым письмом к российскому правительству и Госдуме с требованием освободить арестованных участниц Pussy Riot. В письме, которое подписали девять депутатов эстонского парламента и опубликовано в газете «Eesti Ekspress», также было сказано, что судебная система в стране-участнице Европейского Совета, членом которого Россия является с 1996 года, не должна зависеть от политической власти, а также то, что «эти женщины были арестованы на основании статьи о хулиганстве. Но всем ясно, что они протестовали против выборов, против авторитарного режима Владимира Путина и против отсутствия свободы слова в России». Профессор института политологии Тартуского университета Вячеслав Морозов в интервью ЭОТРК заявил, что такое обращение не приведёт к практическим результатам, а скорее вызовет резко негативную реакцию российских властей.
В марте 2012 года на концерте-церемонии вручения премии «Нашего радио» «Чартова дюжина. Топ-13» Александр «Чача» Иванов и Noize MC во время совместного выступления заявили о поддержке Pussy Riot.
В конце марта 2012 года журналист Виталий, попросивший не называть его фамилию, вместе с 11-летними дочерьми-двойняшками Сашей и Глашей засняли и выложили в Интернет видеоклип «Бунт пионерки», в котором девочки выражают сочувствие арестованным участницам Pussy Riot, зачитывая стихотворение — переделку стихотворения Э. Г. Багрицкого «Смерть пионерки». После публикации клипа Виталий был, по его словам, уволен с основного места работы.
В апреле 2012 года рэпер Сява записал песню и видеоклип «Малява Pussy Riot» — «музыкальную посылку» арестованным участницам группы. В июне 2012 года песня вошла в сборник «Белый альбом».
13 апреля 2012 года нижегородская группа «Элизиум» на концерте в Москве выступила в разноцветных балаклавах с посвящённой Pussy Riot песней о религиозном фанатизме «И рассыплется в пыль». Публикация песни сопровождалась заявлением о том, что преследование Pussy Riot демонстрирует тенденцию «ввержения российского общества в средневековое мракобесие, во времена православной инквизиции, монастырских тюрем и охоты на инакомыслящих». Также группа выступила с лозунгом «Свободу Pussy Riot!» на фестивале Kubana 3 августа 2012 года.
В июне 2012 года в Нью-Йорке прошли два благотворительных концерта в поддержку и по сбору средств для защиты Pussy Riot. Один организовал в клубе «Death By Audio» музыкант группы Beastie Boys Адам Хоровитц, а другой прошёл 23 июня в клубе «Knitting Factory».
3 июля 2012 года сторонницы Pussy Riot выступили на концерте культовой американской группы Faith No More, состоявшемся в Москве в клубе «Stadium». Несколько девушек в цветных балаклавах вышли на сцену, скандируя антиправительственные лозунги и требования освобождения арестованных активисток Pussy Riot. После этого группа Faith No More исполнила один из самых известных своих хитов We Care A Lot, надев на себя такие же маски, как и участницы Pussy Riot.
20 июля 2012 года вокалист американской рок-группы «Red Hot Chili Peppers» Энтони Кидис выступил на концерте группы в Петербурге в футболке с надписью Pussy Riot. Через день Кидис проделал то же самое на московском выступлении «Red Hot Chili Peppers» на Большой спортивной арене «Лужников».
21 июля 2012 года выступавшая в Москве на пикнике «Афиши» британская инди-рок-группа «Franz Ferdinand» посвятила исполнение своей песни «The Fire» находящимся в заключении активисткам Pussy Riot.
Британский музыкант Стинг, выступавший с концертом в Москве 25 июля 2012 года, призвал отпустить участниц панк-группы на свободу. При этом Стинг отметил, что «это ужасно, что музыкантам Pussy Riot грозит тюремное заключение сроком до семи лет. Инакомыслие является законным и неотъемлемым правом в любой демократии, современные политики должны принять этот факт и отнестись к нему толерантно. Чувство меры, как и чувство юмора — признак силы, а не слабости. Я уверен, что российские власти полностью снимут эти ложные обвинения и позволят женщинам, этим артисткам, вернуться к своей жизни и своим детям».
Песня «Богородица, Путина прогони!» исполнялась на акциях в поддержку Pussy Riot, в том числе экологической активисткой Евгенией Чириковой на «судебном фестивале» 20 июня 2012 года у Таганского суда Москвы и группой сторонников Pussy Riot на акции в Екатеринбурге 23 июля 2012 года.
Кавер-версии записали американская группа «Anti-Flag», а также российская группа «Барто» совместно с «Трэш-шапито КАЧ».
Группа «Рабфак» в июле 2012 года записала песню «Прочь, Демократия! (Pussy будут сидеть!)», в припеве которой поётся: «Кремль стоит и будет стоять // А Пусси сидят и будут сидеть».
24 июля 2012 года известный финский джазовый пианист и композитор Ийро Рантала в знак протеста против преследования участниц группы отменил свои декабрьские гастроли в Москве, заявив в Twitterе, что он «не хочет выступать в стране, где свобода слова — на уровне средневековья», и призвал других деятелей искусства последовать его примеру.
В начале августа 2012 года на своём концерте в Осло в поддержку задержанных участниц Pussy Riot выступила американская певица Патти Смит. Она заявила, что девушки виновны лишь в том, что молоды, самоуверенны и красивы, и продемонстрировала футболку с надписью «Putin has pissed himself. Free Pussy Riot».
На прошедшем в начале августа 2012 года в Краснодарском крае рок-фестивале Kubana музыканты групп «Элизиум», «Louna» и «Тараканы!» выступили в поддержку Pussy Riot: 3 августа выступила группа «Элизиум»; 5 августа басист группы «Louna» Виталий «Вит» Демиденко играл в майке с надписью «Free Pussy Riot», в защиту Pussy Riot со сцены высказались солистка Лусинэ Геворкян и лидер группы «Тараканы!» Дмитрий Спирин.
4 августа 2012 года на панк-фестивале «Rebellion» в Блэкпуле (Англия) бывший солист группы «Sex Pistols» и основатель группы «Public Image Ltd» Джон Лайдон («Джонни Роттен») заявил, что посвящает исполнение песни «Religion» и всё выступление «Public Image Ltd» группе Pussy Riot.
7 августа 2012 года певица Мадонна на концерте в Москве произнесла речь в поддержку Pussy Riot, которая была встречена залом аплодисментами. Она сообщила, что не имеет «неуважения к церкви или правительству, но эти три девушки: Маша, Катя и Надя, уже заплатили за сделанное, и я молюсь за их свободу. У них есть право быть свободными». После этого певица разделась до нижнего белья и повернулась к залу, продемонстрировав всем надпись Pussy Riot на спине, надела на голову зелёную балаклаву и в этом наряде исполнила песню «Like a Virgin».
В начале августа 2012 года канадская певица Peaches (Меррилл Бет Нискер) записала песню под названием «Soli» в поддержку Pussy Riot. Съёмки музыкального видео на неё прошли в Берлине, в клипе были задействованы около 400 местных сторонников панк-группы. В интервью Rolling Stone она пояснила: «У них нет ненависти к религии, но они ненавидят слияние церкви и государства, порождающее диктатуру». Помимо песни-манифеста, Пичес написала петицию на имя Генпрокурора РФ Юрия Чайки, организовала сбор подписей под письмом, а также сбор средств на адвокатов для арестованных участниц группы.
14 августа 2012 года организаторы и участники чешского музыкального фестиваля «Eurotrialog» сообщили, что посвящают его арестованным участницам панк-группы Pussy Riot. «Мы однозначно выступаем в поддержку арестованных артисток, в защиту их права на свободу мнения и самовыражения», — сказал организатор фестиваля Ромек Ганзлик.
1—2 сентября 2012 года состоялся благотворительный концерт в поддержку Pussy Riot в Санкт-Петербурге.
В сентябре 2012 года Андрей Макаревич посвятил делу Pussy Riot ироническую песню под названием «Песня про Ваню», который «пукнул в храме».
13 октября 2012 года на концерте в Москве и предположительно 12-го в Петербурге группой Dead Can Dance была исполнена песня Amnesia в поддержку Pussy Riot.
Группа Пионерлагерь Пыльная Радуга записала песню «Не танцуй».
26 февраля 2013 года немецкая индастриал-метал группа KMFDM выпустила альбом, содержащий три песни («Ave Maria», «Quake», «Pussy Riot») в поддержку группы Pussy Riot. В своём блоге лидер группы Саша Конецко написал:

В поддержку протестующих из Femen и Pussy Riot я изобразил соответствующую волевую амазонку с бензопилой в руках на обложке нашего нового альбома «Kunst». С момента их заключения за различные антипутинские выпады и протесты международная поддержка движения в защиту прав и свободы женщин значительно усилилась, главным образом из-за их стиля «неповиновения голой грудью».
Оригинальный текст (англ.)In support of the Femen/Pussy Riot protestors, I created a suitably forceful chainsaw-wielding amazon for the front cover of the new KMFDM album, ‘Kunst.’ Since their incarceration for various anti-Putin stunts and protests, international support for the women of the movement has grown exponentially, mostly due to their bare-chested style of defiance.

#### Художественные произведения и выставки
В июне 2012 года петербургский художник Дмитрий Шагин продемонстрировал картину, на которой изображено, как человек, похожий на Владимира Путина, освобождает девушек, похожих на участниц группы Pussy Riot, и просит у них прощения. У человека, похожего на Путина, на картине лица не видно, поскольку, как пояснил Шагин, «он его уже потерял тогда, когда посадили девушек».
В июне 2012 года в парижском «Palais de Tokyo» открылась выставка «Дело Pussy Riot», которая начинала серию специальных экспозиций «Тревога!» (фр. Alertes!). Президент «Palais de Tokyo» Жан де Луази заявил, что считает абсурдной ситуацию, когда три женщины сидят в тюрьме за перформанс.

#### Кампании по сбору средств
В апреле 2012 года Европе начата кампания по сбору средств в поддержку арестованных участниц этой группы, а Ярослав Никитенко создал сайт Freepussyriot.org, на котором публикуется информация о деле Pussy Riot на английском, немецком, французском и русском языках. 18 апреля 2012 года Никитенко заявил, что почтовые сервисы list.ru и mail.ru блокируют сообщения со ссылкой на этот сайт. Однако уже 19 апреля 2012 года Интерфакс опубликовал комментарий компании Mail.Ru, где последняя заявляет, что дело не связано с цензурой. Было автоматическое срабатывание механизма защиты от спама после жалоб пользователей, попавших в рассылку. Сам Ярослав Никитенко в Твиттере также разместил официальный ответ от Mail.Ru Group.
В начале июля 2012 года сайт Freepussyriot.org подвергался DDoS-атаке и был недоступен.

#### Другие акции
Сторонники группы регулярно проводят «Судебные фестивали» — акции протеста, проходящие вблизи здания суда в дни заседаний по делу Pussy Riot. Также активисты организуют более долговременные акции у здания суда, названные ими «ОккупайСуд».
19 апреля 2012 года у здания Таганского районного суда города Москвы состоялся «Судебный фестиваль» — несанкционированная акция протеста против продления срока содержания под стражей арестованных участниц Pussy Riot. Там же собрались и противники Pussy Riot из числа православных активистов и праворадикалов, которые устроили драку со сторонниками. Кроме того, на пятерых сторонников Pussy Riot у станции метро «Маяковская» напали неизвестные, избили их и скрылись. Полиция задерживала всех участников акции у Таганского суда, как сторонников, так и противников Pussy Riot, всего около 30 человек, которые вскоре были отпущены после составления протоколов об административных правонарушениях.
Ещё один несанкционированный митинг у здания Таганского районного суда состоялся 20 июня 2012 года — в день, когда суд принимал решение о продлении до 24 июля срока содержания под стражей всех троих арестованных участниц Pussy Riot. Собралось несколько сотен человек — как сторонников, так и противников группы; 20 из них были задержаны полицией. Сторонники Pussy Riot несли воздушные шары с изображением перевёрнутого креста, что привело к небольшой стычке с противниками.
4 июля 2012 года у здания Таганского суда Москвы, где проходило очередное заседание по делу, трое активистов заперли себя в самодельной клетке из сваренной арматуры. Полиция извлекла их из клетки, прикованной к столбу, с помощью гидроножниц.
Некоторые участники движения «ОккупайСуд» присоединились к объявленной 4 июля Марией Алёхиной, Екатериной Самуцевич и Надеждой Толоконниковой голодовке. Среди голодающих — публицист и драматург Владимир Голышев (присоединился к голодовке 6 июля и завершил её 23 июля, художники Борис Бергер и Лена Хейдиз, поэт Алина Витухновская, активисты Анна Масейкина-Домбровская и Аркадий Олейников.
25 июля 2012 года в Санкт-Петербурге был создан «Оргкомитет поддержки „Pussy Riot“», в который первоначально вошли лидер группы «Телевизор» Михаил Борзыкин, лидер группы «Электрические партизаны» Вадим Курылев, лидер движения ОГФ в СПб Ольга Курносова, режиссёр Андрей Некрасов, актёр Алексей Девотченко, а также журналисты Дмитрий Губин и Валерий Нечай.
В августе 2012 года более 20 украинских журналисток сфотографировались в цветных балаклавах в поддержку арестованных девушек для сайта украинского журнала «Корреспондент». Среди участниц акции — известные украинские журналистки, главные редактора печатных и онлайн-СМИ, фотографы, телеведущие. В акции наряду с женщинами участвовал также один мужчина, редактор сайта «Корреспондент.net». Каждый участник акции дал изданию собственный небольшой комментарий о деле Pussy Riot, в целом же, как пишет издание, участники осудили антигуманность и явно показательный характер судебного процесса над участницами группы, а также выступили в защиту права на свободу слова и самовыражения.
14 августа 2012 года полиция задержала 50-летнего мужчину, устроившего акцию в Мавзолее Ленина. Войдя в Мавзолей по билету, он рассыпал у саркофага Ленина фотографии, на которых была запечатлена акция девушек из Pussy Riot в храме Христа Спасителя. На вопрос зачем он это сделал, мужчина ответил, что хотел повеселить «дедушку Ленина», которому «наверное, скучно». Задержанный оказался жителем Москвы, инвалидом третьей группы, осмотревший его психиатр признал мужчину психически здоровым, на него был составлен протокол по ст. 20.1 КоАП РФ (мелкое хулиганство) и наложен штраф в размере 500 рублей.
17 августа группой хакеров AntiLeaks была проведена DDoS-атака на сайты телеканала Russia Today rt.com (на английском) и actualidad.rt.com (на испанском) в поддержку Дж. Ассанджа, а также в поддержку Pussy Riot. Запись хакеров в Твиттер содержит хештег #FreePussyRiot («Свободу Pussy Riot»).
19 августа 2012 года во время церемонии памяти жертв путча была задержана девушка, пришедшая на церемонию в балаклаве.
В Псковской области дважды на храмы были нанесены надписи «Свободу Pussy Riot», «Долой церковных мракобесов» и «Уважуха Pussy Riot».
В Кёльне (Германия) в воскресенье 19 августа 2012 года в кёльнском соборе 2 молодых мужчины (23 и 35 лет) и молодая женщина (20 лет) во время богослужения стали выкрикивать лозунги и развернули транспарант в поддержку Pussy Riot. Служители храма задержали их и передали в руки вызванному наряду полиции.
21 августа 2012 года хакерами из группы Анонимус был взломан сайт Хамовнического районного суда города Москвы. Были изменены названия разделов, на главной странице сайта отображался лозунг «Воровская шайка Путина грабит нашу страну! Очнитесь, товарищи!» и клип болгарского певца Азиза. Саундтреком на сайте была песня Pussy Riot «Путин зажигает костры революции».
21 августа 2012 года в швейцарском Цюрихе прошла акция в поддержку Pussy Riot. Несколько активистов, в балаклавах забрались на одну из башен церкви Гросмюнстер, где вывесили большой баннер с требованием освободить осуждённых девушек а также оскорбительной надписью в адрес Путина «Fuck Putin Now», которую собственно и выкрикивали.
16 сентября 2012 года 62-летний житель Германии Юрий Пиотровский облил чёрной краской икону в Храме Христа Спасителя. Свой поступок он назвал «акцией протеста против Русской православной церкви и её позиции по делу панк-группы Pussy Riot».
8 февраля 2013 года в Париже неизвестными был стилизован под Pussy Riot и разукрашен памятник русскому экспедиционному корпусу во Франции.
21 февраля 2013 года, в день годовщины проведения панк-молебна «Богородица, Путина прогони!» две женщины (доцент Ирина Карацуба и профессор Елена Волкова) пришедшие в ХСС, попытались, надев балаклавы, возложить цветы на солею. Они тут же были задержаны и препровождены в ОВД «Хамовники», без предъявления обвинения. «У ХХС оцепление», — тем временем пишет в Twitter журналистка «Новой газеты» Елена Костюченко.

### Акции против деятельности Pussy Riot
31 марта 2012 года в Краснодаре прошёл митинг в поддержку возрождения духовно-нравственных ценностей, проведённый межрегиональной общественной организацией «Православный союз», направленный, в том числе, против панк-молебна Pussy Riot и последовавших за ним скандалов и информационных кампаний. В этот же день митинг прошёл и в Армавире. К участникам митинга обратились председатель общественной организации «Кубанское братство имени святого благоверного великого князя Александра Невского» Александр Юзковец, имам мусульманской общины Армавира Хаджи Исрафил Алиев и участница Великой Отечественной войны Раиса Зайцева.
Акция протеста в последний день марта была организована активистами движения «Народный собор» в Кирове. У здания администрации города собрались 25 человек. Протестная акция прошла мирно. Молодые люди растянули несколько плакатов «За пляски в храме — в тюрьму!». Несколько активисток «Народного собора» во время протестной акции раздавали листовки, в которых был детально описан поступок Pussy Riot.
22 апреля 2012 года у стен храма Христа Спасителя состоялось молитвенное стояние «В защиту веры и святынь», в котором приняло участие, по данным ГУВД Москвы, более 65 тысяч человек. В этот же день по всей России отслужены подобные стояния. Так, например, в Краснодаре в нём приняло участие, по официальным данным, около 20 тысяч человек.
20 июня 2012 года прихожане храма Апостола Фомы на Кантемировской и члены «Ассоциации православных экспертов» провели митинг у здания Таганского районного суда Москвы, принявшего в тот день решение об очередном продлении (до 24 июля) срока содержания под стражей задержанных участниц группы. Там же собрались и сторонники Pussy Riot для выражения поддержки группе. Противники группы держали плакаты с лозунгами «Алёхина, Толоконникова, Самуцевич, покайтесь!», окропляли святой водой сторонников Pussy Riot, а также выхватили из их рук и растоптали воздушные шары с изображением перевёрнутого креста.
В первые дни июля 2012 года сайт в поддержку группы FreePussyRiot.org подвергся DDos-атаке, устроенной неизвестными, из-за чего был недоступен около пяти дней.
8 июля перед Казанским собором в Санкт-Петербурге прошла акция в защиту РПЦ, направленная, в том числе, и против деятельности Pussy Riot. Молодые люди несли таблички с надписями «1917». Пикет прошёл без происшествий и задержаний.
21 августа появилось видео, где Андрей Каплин и Дмитрий Энтео поджигают изображение масок с граффити в поддержку Pussy Riot, нарисованного на тротуарной плитке. Несколькими днями ранее эти же люди вступили в конфликт с посетителем кафе «Му-Му» у станции метро «Киевская» из-за футболки в поддержку Pussy Riot с надписью «Богородица, Путина прогони». После того как молодой человек отказался снимать футболку, разбирательство закончилось в отделении полиции.